# Torneo Apertura 2016 Liga Premier de Ascenso
El Torneo Apertura 2016 de la Liga Premier de Ascenso fue el 39° torneo corto que abrió la LXVII temporada de la Segunda División.
Ya confirmada la participación de UDG "B" quien ascendió al ser campeón de Temporada 2015-16 (además de Cachorros UDG pero participan en distintos grupos) y la no participación de Club Deportivo Uruapan quien pese a ser campeón de Temporada 2014-15 no pudo cumplir con los requisitos de su estadio; participan 48 clubes -30 de Segunda Premier o Liga Premier de Ascenso con derecho a ascenso y 18 equipos filiales de Liga MX-, distribuidos en 3 grupos (acomodados por zona geográfica, esto para reducir costos en los viajes) de 16 equipos cada uno (10 de Segunda Premier y 6 filiales de Liga MX en cada grupo).
Es importante mencionar que los equipos filiales de Liga MX no pueden participar en la fase final o liguilla por el ascenso sino que tendrán su propia liguilla. Para ver más información ir a sección -Sistema de competición-.
Esta liga representa el tercer nivel del fútbol mexicano, no obstante es de vital importancia citar que la Segunda División en sus 2 ramales tienen límite de edades, para la Liga Premier de Ascenso es sub-25 (nacidos entre 1992-1999) más 3 refuerzos sub-26 (nacidos en el año 1991), mientras que para la Liga de Nuevos Talentos son sub-22 (nacidos entre 1995-2000) más 3 refuerzos sub-23 (nacidos en el año 1994).
Las 48 escuadras participantes están divididas en tres grupos de 16 equipos; cada grupo se integra de 10 equipos con derecho al ascenso y 6 filiales de Liga MX que no cuentan con el derecho a subir de categoría.
Para ver a detalle los equipos ir a sección -Equipos participantes-.
Una nota muy importante es que durante 2 años (2014-2016) el canal HMX** transmitía muy pocos partidos de Segunda División, a partir de esta temporada 2016 es el mismo canal pero transmitiendo más partidos. Este canal se puede ver por Totalplay e Izzi y además a partir de 2016 se puede ver su señal completa (incluyendo partidos de Segunda División por supuesto y demás deportes como futbol americano) por streaming desde su página web: https://web.archive.org/web/20170127061638/http://canalhmx.com/ (en ocasiones presenta fallas).
Por último el torneo comenzó el 12 de agosto de 2016.
Fuente: Página oficial Segunda División Profesional

## Sistema de competición
El sistema de competición de este torneo se desarrolla en dos fases:
- Fase de calificación: que se integra por las 15 jornadas del torneo, considerando que hay 3 grupos.
- Fase final: que se integra por los partidos de ida y vuelta en rondas de cuartos de final, de semifinal y final.

### Fase de calificación
En la fase de calificación se observará el sistema de puntos. La ubicación en la tabla general está sujeta a lo siguiente:
- Por juego ganado se obtendrán tres puntos (Si el visitante gana por diferencia de 2 o más goles se lleva el punto extra).
- Por juego empatado se obtendrá un punto (en caso de empate a 2 o más goles se juegan en penales el punto extra).
- Por juego perdido no se otorgan puntos.

El orden de los clubes al final de la Fase de Calificación del torneo corresponderá a la suma de los puntos obtenidos por cada uno de ellos y se presentará en forma descendente. Si al finalizar las 15 jornadas del torneo, dos o más clubes estuviesen empatados en puntos, su posición en la Tabla general será determinada atendiendo a los siguientes criterios de desempate:
1. Mejor diferencia entre los goles anotados y recibidos.
2. Mayor número de goles anotados.
3. Marcadores particulares entre los Clubes empatados.
4. Mayor número de goles anotados como visitante.
5. Mejor ubicado en la Tabla general de cociente.
6. Tabla Fair Play.
7. Sorteo.

Para determinar los lugares que ocuparán los clubes que participen en la fase final del torneo se tomará como base la Tabla General.
Participan automáticamente por el título de Campeón de la Liga Premier de Ascenso los primeros 2 lugares cada grupo y los 2 mejores terceros lugares – no pudiendo participar en esta liguilla por derecho a ascenso los 18 equipos filiales de Liga MX quienes tendrán su propia liguilla-.

### Fase final
Los ocho clubes calificados para cada liguilla del torneo serán reubicados de acuerdo con el lugar que ocupen en la Tabla General de Cocientes al término de la jornada 15, con el puesto del número uno al club mejor clasificado, y así hasta el #8. Los partidos a esta fase se desarrollarán a visita, en las siguientes etapas:
- Cuartos de final
- Semifinales
- Final

Los clubes vencedores en los partidos de cuartos de final y semifinal serán aquellos que en los dos juegos anoten el mayor número de goles. De existir empate en el número de goles anotados, la posición se definirá a favor del club con mayor cantidad de goles a favor cuando actúe como visitante.
Si una vez aplicado el criterio anterior los clubes siguieran empatados, se observará la posición de los clubes en la Tabla general de clasificación.
Los partidos correspondientes a la fase final se jugarán obligatoriamente los días miércoles y sábado, y jueves y domingo eligiendo, en su caso, exclusivamente en forma descendente, los cuatro Clubes mejor clasificados en la Tabla general al término de la jornada 15, el día y horario de su partido como local. Los siguientes cuatro Clubes podrán elegir únicamente el horario.
El Club vencedor de la Final y por lo tanto Campeón, será aquel que en los dos partidos anote el mayor número de goles. Si al término del tiempo reglamentario el partido está empatado, se agregarán dos tiempos extras de 15 minutos cada uno. De persistir el empate en estos periodos, se procederá a lanzar tiros penales hasta que resulte un vencedor.
Los partidos de Cuartos de final se jugarán de la siguiente manera:
En las Semifinales participarán los cuatro Clubes vencedores de Cuartos de final, reubicándolos del uno al cuatro, de acuerdo a su mejor posición en la Tabla general de clasificación al término de la jornada 15 del torneo correspondiente, enfrentándose:
Disputarán el título de Campeón de los Torneos de Apertura 2016 y Clausura 2017 los dos clubes vencedores de la fase semifinal correspondiente, reubicándolos del uno al dos, de acuerdo a su mejor posición en la Tabla general de clasificación al término de las jornadas de cada torneo.

## Ascensos y descensos
| Pos | a la Liga de Nuevos Talentos |
| --- | ---------------------------- |
| 46º | Petroleros de Veracruz       |

| Pos           | de la Liga de Nuevos Talentos    |
| ------------- | -------------------------------- |
| Campeón 15-16 | Real Zamora                      |
| Campeón 14-15 | Mineros de Fresnillo FC          |
| Nueva Plaza   | Reboceros de La Piedad           |
| Pos           | de la Tercera División de México |
| Campeón 15-16 | Universidad de Guadalajara       |
| Campeón 14-15 | Club Deportivo Uruapan           |
| Nueva Plaza   | Fútbol Club Politécnico          |

| Pos | del Ascenso MX |
| --- | -------------- |
| X   | No Hubo        |

| Pos           | al Ascenso MX                     |
| ------------- | --------------------------------- |
| Campeón 14-15 | Loros de la Universidad de Colima |
| Campeón 15-16 | Potros UAEM                       |
| Nueva Plaza   | Tampico Madero                    |

1. ↑  Cambia de nombre y sede a Titanes Saltillo

## Equipos por Entidad Federativa
Se muestran las localizaciones en mapa de equipos de Segunda División de México 2016/17 ramal Liga Premier de Ascenso.
Para la temporada 2016-17, la entidad federativa de la República Mexicana con más equipos en la Liga Premier es Jalisco con cinco equipos.
Se anexan los 18 equipos filiales de Liga MX en la cual en el mapa se representan con el sufijo de 'F' y en los equipos por entidad federativa están seguidos de la palabra Premier.
| Entidad Federativa | N.º | Equipos                                                               |
| ------------------ | --- | --------------------------------------------------------------------- |
| Jalisco            | 5   | Atlas Premier, Guadalajara Premier, UDG B, Cachorros UDG y Tepatitlán |
| Ciudad de México   | 3   | América Premier, UNAM Premier y Club Sporting Canamy                  |
| Estado de México   | 3   | Toluca Premier, A.E.M. Fútbol Club y Real Cuautitlán                  |
| Michoacán          | 3   | Morelia Premier, Real Zamora y La Piedad                              |
| Hidalgo            | 3   | Pachuca Premier, Cruz Azul Premier y Cruz Azul Hidalgo                |
| Zacatecas          | 3   | Fresnillo, Zacatecas B y UAZ                                          |
| Baja California    | 2   | Tijuana Premier y Cuervos de Ensenada                                 |
| Chiapas            | 2   | Chiapas Premier y Ocelotes de la UNACH                                |
| Coahuila           | 2   | Santos Laguna Premier y Titanes de Saltillo                           |
| Guanajuato         | 2   | León Premier y Irapuato                                               |
| Morelos            | 2   | Athletic Club Morelos y Politécnico                                   |
| Nuevo León         | 2   | Monterrey Premier y Tigres Premier                                    |
| Quintana Roo       | 2   | Inter Playa y Pioneros                                                |
| Veracruz           | 2   | Veracruz Premier y Orizaba                                            |
| Aguascalientes     | 1   | Necaxa Premier                                                        |
| Chihuahua          | 1   | UACH                                                                  |
| Durango            | 1   | Durango                                                               |
| Nayarit            | 1   | Coras de Tepic B                                                      |
| Oaxaca             | 1   | Chapulineros de Oaxaca                                                |
| Puebla             | 1   | Puebla Premier                                                        |
| Querétaro          | 1   | Querétaro Premier                                                     |
| San Luis Potosí    | 1   | Soledad                                                               |
| Sinaloa            | 1   | Murciélagos B                                                         |
| Sonora             | 1   | Cimarrones B                                                          |
| Tamaulipas         | 1   | Reynosa                                                               |
| Tlaxcala           | 1   | Coyotes de Tlaxcala                                                   |

## Información de Equipos participantes

### Cambios
- Atlético Veracruz se muda a Baja California y se convirtió en Cuervos de Ensenada.
- Dorados Premier desaparece y en su lugar esta Necaxa Premier.
- Mineros de Fresnillo jugará en la Liga Premier al ser campeón de la Temporada 2014/15 de la Liga de Nuevos Talentos (no ascendió debido a la falta de requisitos en su estadio).
- Uruapan no jugará en la Liga Premier pese a ser campeón de la Temporada 2014/15 de la Tercera División de México (no ascendió debido a la falta de requisitos en su estadio y como no los pudo cubrir para la siguiente temporada se mudan a Saltillo convirtiéndose en Titanes de Saltillo).
- Reboceros de La Piedad y Club Sporting Canamy - el subcampeón de la Temporada 2014/15 - llegan a la Liga Premier de Ascenso como equipos de expansión.
- Politécnico anuncia su llegada a la Liga Premier de Ascenso (Su objetivo es llegar a la Liga MX en 2020).
- Indios de la UACJ desaparece.[3]

### Grupo 1
| Equipo                                     | Sede                      | Entrenador                | Estadio                                  | Filial de                  |
| ------------------------------------------ | ------------------------- | ------------------------- | ---------------------------------------- | -------------------------- |
| Atlas Premier                              | Zapopan, Jalisco          | Hugo Norberto Castillo    | Alfredo "Pistache" Torres                | Atlas de Guadalajara       |
| Cimarrones de Guaymas                      | Guaymas, Sonora           | Enrique Ferreira          | Julio Alfonso Alfonso                    | Cimarrones de Sonora       |
| Cuervos de Ensenada                        | Ensenada, Baja California | Francisco Hernández Rojas | Ciudad Deportiva                         |                            |
| Durango                                    | Durango, Durango          | Enrique Vizcarra          | Francisco Zarco                          |                            |
| Fresnillo                                  | Fresnillo, Zacatecas      | Rubén Hernández Sánchez   | Unidad Deportiva Minera Fresnillo        |                            |
| Guadalajara Premier                        | Zapopan, Jalisco          | Omar Arellano             | Verde Valle                              | Club Deportivo Guadalajara |
| Mineros de Zacatecas "B"                   | Zacatecas, Zacatecas      | Cristian Flores           | Francisco Villa                          | Mineros de Zacatecas       |
| Murciélagos "B"                            | Guamúchil, Sinaloa        | Aldo Da Pozzo             | Coloso del Dique                         | Murciélagos Fútbol Club    |
| Monterrey Premier                          | Santiago, Nuevo León      | Juan Carlos Barrón        | El Barrial                               | Club de Fútbol Monterrey   |
| Reynosa                                    | Reynosa, Tamaulipas       | Ramón Villa Zeballos      | Reynosa                                  |                            |
| Titanes de Saltillo                        | Saltillo, Coahuila        | Héctor Medrano            | Olímpico Francisco I. Madero             |                            |
| Santos Laguna Premier                      | Torreón, Coahuila         | Miguel Ángel Vargas       | TSM Cancha Externa No. 5                 | Club Santos Laguna         |
| Tigres Premier                             | Zuazua, Nuevo León        | Hernán Elizondo           | Instalaciones de Zuazua No. 2            | Tigres de la UANL          |
| Tijuana Premier                            | Tijuana, Baja California  | Diego Torres Ortiz        | Caliente                                 | Club Tijuana               |
| UACH                                       | Chihuahua, Chihuahua      | Francisco Gamboa          | Olímpico Universitario José Baeza        |                            |
| Universidad de Guadalajara "B"             | Ameca, Jalisco            | Sergio Díaz               | Núcleo Deportivo y de Espectáculos Ameca | Universidad de Guadalajara |
| Datos actualizados al 01 de agosto de 2016 |                           |                           |                                          |                            |

### Grupo 2
| Equipo                                     | Sede                                         | Entrenador          | Estadio                              | Filial de                  |
| ------------------------------------------ | -------------------------------------------- | ------------------- | ------------------------------------ | -------------------------- |
| A.E.M. Fútbol Club                         | Cuautitlán Izcalli, Estado de México         | René Montoya        | Hugo Sánchez Márquez                 |                            |
| Cachorros U. de G.                         | Tepatitlán de Morelos, Jalisco               | Ahuizotl Sánchez    | Gregorio "Tepa" Gómez                | Universidad de Guadalajara |
| Coras "B"                                  | Tepic, Nayarit                               | Ramón Rodríguez     | Olímpico de Santa Teresita           | Coras de Tepic             |
| Club Tepatitlán                            | Tepatitlán de Morelos, Jalisco               | Ricardo Fernández   | Gregorio "Tepa" Gómez                |                            |
| Cruz Azul Hidalgo                          | Ciudad Cooperativa Jasso, Hidalgo            | Jesús Aguado        | 10 de diciembre                      | Cruz Azul Fútbol Club      |
| Irapuato                                   | Irapuato, Guanajuato                         | Luis Padilla        | Sergio León Chávez                   | Celaya Fútbol Club         |
| La Piedad                                  | La Piedad, Michoacán                         | Pedro Muñoz         | Juan N. López                        |                            |
| León Premier                               | León, Guanajuato                             | Alfredo Murguía     | Casa Club León                       | Club León                  |
| Morelia Premier                            | Zacapu, Michoacán                            | Rafael Bautista     | Morelos                              | Monarcas Morelia           |
| Necaxa Premier                             | Aguascalientes, Aguascalientes               | Hugo Saucedo        | Casa Club Necaxa                     | Club Necaxa                |
| Pachuca Premier                            | San Agustín Tlaxiaca, Hidalgo                | Pablo Sabater       | Instalaciones Universidad del Fútbol | Club de Fútbol Pachuca     |
| Querétaro Premier                          | Querétaro, Querétaro                         | Héctor Altamirano   | La Corregidora                       | Querétaro Fútbol Club      |
| Real Zamora                                | Zamora, Michoacán                            | Arturo Espinoza     | Zamora                               |                            |
| Santos Soledad                             | Soledad de Graciano Sánchez, San Luis Potosí | Luis Antonio Valdez | Plan De San Luis                     |                            |
| Toluca Premier                             | Metepec, Estado de México                    | Mauro Ortiz         | Instalaciones de Metepec             | Deportivo Toluca           |
| UAZ                                        | Zacatecas, Zacatecas                         | Reinaldo Lima       | Francisco Villa                      |                            |
| Datos actualizados al 01 de agosto de 2016 |                                              |                     |                                      |                            |

### Grupo 3
| Equipo                                    | Sede                                | Entrenador            | Estadio                                 | Filial de                   |
| ----------------------------------------- | ----------------------------------- | --------------------- | --------------------------------------- | --------------------------- |
| América Premier                           | México, Distrito Federal            | Jorge Martínez Merino | Inst. Club América Cancha No. 2         | Club América                |
| Athletic Club Morelos                     | Cuernavaca, Morelos                 | Miguel Velázquez      | Centenario                              | Club Zacatepec              |
| Chapulineros de Oaxaca                    | Oaxaca, Oaxaca                      | Carlos Ayala          | Tecnológico de Oaxaca                   | Alebrijes de Oaxaca         |
| Chiapas Premier                           | Tuxtla Gutiérrez, Chiapas           | Ignacio Negrete       | Víctor Manuel Reyna                     | Chiapas Fútbol Club         |
| Cruz Azul Premier                         | Ciudad Cooperativa Jasso, Hidalgo   | Edgardo Fuentes       | 10 de diciembre                         | Cruz Azul Fútbol Club       |
| Inter Playa                               | Playa del Carmen, Quintana Roo      | Jair Real             | Mario Villanueva Madrid                 |                             |
| Ocelotes UNACH                            | San Cristóbal de las Casas, Chiapas | Lázaro Pérez          | Municipal de San Cristóbal de las Casas |                             |
| Orizaba                                   | Orizaba, Veracruz                   | Carlos Reinoso Jr.    | Socum                                   | Tiburones Rojos de Veracruz |
| Pioneros                                  | Cancún, Quintana Roo                | Irving Rubirosa       | Olímpico Andrés Quintana Roo            |                             |
| Politécnico                               | Oaxtepec, Morelos                   | Miguel Ángel Limón    | Olímpico de la U. Deportiva del IMSS    |                             |
| Puebla Premier                            | Puebla, Puebla                      | Gabriel Nolasco       | Unidad Deportiva Mario Vázquez Raña     | Puebla Fútbol Club          |
| Real Cuautitlán                           | Texcoco, Estado de México           | Pascual Sandoval      | Claudio Suárez                          |                             |
| Sporting Canamy                           | México, D.F.                        | Juan Carlos Rico      | Valentín González                       |                             |
| Tlaxcala                                  | Tlaxcala, Tlaxcala                  | Silvio Rudman         | Tlahuicole                              | Club de Fútbol Pachuca      |
| UNAM Premier                              | México, Distrito Federal            | Alberto Rodríguez     | La Cantera                              | Club Universidad Nacional   |
| Veracruz Premier                          | Coatzacoalcos, Veracruz             | Ramón Olán            | Rafael Hernández Ochoa                  | Tiburones Rojos de Veracruz |
| Datos actualizados al 23 de junio de 2016 |                                     |                       |                                         |                             |

## Torneo Regular
Info Organizada de la Pag oficial de la Segunda División https://web.archive.org/web/20160620071617/http://www.segundadivisionfmf.org.mx/resultados-segunda-division
| Jornada 1                | Jornada 1 | Jornada 1              | Jornada 1                               | Jornada 1      | Jornada 1 | Jornada 1 | Jornada 1 | Jornada 1 | Jornada 1 | Jornada 1 | Jornada 1 |
| Grupo A                  | Grupo A   | Grupo A                | Grupo A                                 | Grupo A        | Grupo A   | Grupo A   | Grupo A   | Grupo A   | Grupo A   | Grupo A   | Grupo A   |
| Local                    | Resultado | Visitante              | Estadio                                 | Fecha          | Hora      |           |           |           |           |           |           |
| ------------------------ | --------- | ---------------------- | --------------------------------------- | -------------- | --------- | --------- | --------- | --------- | --------- | --------- | --------- |
| Tijuana Premier          | 2 - 0     | Alacranes Durango      | Caliente                                | 12 de agosto   | 10:00     |           |           |           |           |           |           |
| Atlas Premier            | 3 - 2     | Cuervos de Ensenada    | Alfredo "Pistache" Torres               | 12 de agosto   | 12:00     |           |           |           |           |           |           |
| Guadalajara Premier      | 1 - 0     | U de G "B"             | Verde Valle                             | 12 de agosto   | 16:00     |           |           |           |           |           |           |
| Mineros de Zacatecas "B" | 3 - 0     | Tigres Premier         | Francisco Villa                         | 13 de agosto   | 11:00     |           |           |           |           |           |           |
| Santos Laguna Premier    | 2 - 0     | Titanes de Saltillo    | TSM Cancha Externa No. 5                | 13 de agosto   | 11:00     |           |           |           |           |           |           |
| Cimarrones "B"           | 2 - 2     | Reynosa                | Héctor Espino González                  | 13 de agosto   | 18:00     |           |           |           |           |           |           |
| Monterrey Premier        | 3 - 0     | UACH                   | El Barrial                              | 14 de agosto   | 11:00     |           |           |           |           |           |           |
| Murciélagos "B"          | 0 - 1     | Fresnillo              | Coloso del Dique                        | 26 de octubre  | 20:00     |           |           |           |           |           |           |
| Grupo B                  |           |                        |                                         |                |           |           |           |           |           |           |           |
| Local                    | Resultado | Visitante              | Estadio                                 | Fecha          | Hora      |           |           |           |           |           |           |
| Querétaro Premier        | 0 - 1     | Morelia Premier        | La Corregidora                          | 12 de agosto   | 12:00     |           |           |           |           |           |           |
| Pachuca Premier          | 0 - 0     | Soledad                | Instalaciones Universidad del Fútbol    | 12 de agosto   | 12:00     |           |           |           |           |           |           |
| Toluca Premier           | 4 - 1     | León Premier           | Instalaciones de Metepec                | 13 de agosto   | 10:00     |           |           |           |           |           |           |
| UAZ                      | 2 - 1     | Cachorros U. de G.     | Francisco Villa                         | 13 de agosto   | 16:00     |           |           |           |           |           |           |
| Coras de Tepic "B"       | 0 - 0     | A.E.M. Fútbol Club     | Arena Cora                              | 13 de agosto   | 19:00     |           |           |           |           |           |           |
| Club Tepatitlán          | 3 - 0     | Necaxa Premier         | Gregorio "Tepa" Gómez                   | 13 de agosto   | 19:00     |           |           |           |           |           |           |
| La Piedad                | 1 - 1     | Irapuato               | Juan Nepomuceno López                   | 13 de agosto   | 20:00     |           |           |           |           |           |           |
| Cruz Azul Hidalgo        | 2 - 2     | Real Zamora            | 10 de diciembre                         | 14 de agosto   | 12:00     |           |           |           |           |           |           |
| Grupo C                  |           |                        |                                         |                |           |           |           |           |           |           |           |
| Local                    | Resultado | Visitante              | Estadio                                 | Fecha          | Hora      |           |           |           |           |           |           |
| Ocelotes UNACH           | 0 - 0     | Chiapas Premier        | Municipal de San Cristóbal de las Casas | 12 de agosto   | 19:00     |           |           |           |           |           |           |
| Inter Playa              | 2 - 0     | Veracruz Premier       | Mario Villanueva Madrid                 | 12 de agosto   | 20:00     |           |           |           |           |           |           |
| Cruz Azul Premier        | 0 - 0     | Tlaxcala F.C.          | 10 de diciembre                         | 13 de agosto   | 11:00     |           |           |           |           |           |           |
| Orizaba                  | 1 - 1     | UNAM Premier           | Socum                                   | 13 de agosto   | 12:00     |           |           |           |           |           |           |
| América Premier          | 3 - 1     | Politécnico            | Inst. Club América Cancha No. 2         | 14 de agosto   | 10:00     |           |           |           |           |           |           |
| Athletic Club Morelos    | 1 - 2     | Pioneros               | Centenario                              | 14 de agosto   | 16:00     |           |           |           |           |           |           |
| Real Cuautitlán          | 0 - 0     | Sporting Canamy        | Los Pinos                               | 31 de agosto   | 12:00     |           |           |           |           |           |           |
| Puebla Premier           |           | Chapulineros de Oaxaca | Unidad Deportiva Mario Vázquez Raña     | 8 de noviembre | 12:00     |           |           |           |           |           |           |

| Jornada 2              | Jornada 2 | Jornada 2                | Jornada 2                         | Jornada 2    | Jornada 2 | Jornada 2 | Jornada 2 | Jornada 2 | Jornada 2 | Jornada 2 | Jornada 2 |
| Grupo A                | Grupo A   | Grupo A                  | Grupo A                           | Grupo A      | Grupo A   | Grupo A   | Grupo A   | Grupo A   | Grupo A   | Grupo A   | Grupo A   |
| Local                  | Resultado | Visitante                | Estadio                           | Fecha        | Hora      |           |           |           |           |           |           |
| ---------------------- | --------- | ------------------------ | --------------------------------- | ------------ | --------- | --------- | --------- | --------- | --------- | --------- | --------- |
| UACH                   | 1 - 0     | Santos Laguna Premier    | Olímpico Universitario José Baeza | 19 de agosto | 19:30     |           |           |           |           |           |           |
| Alacranes Durango      | 0 - 2     | Guadalajara Premier      | Francisco Zarco                   | 19 de agosto | 20:30     |           |           |           |           |           |           |
| Tigres Premier         | 3 - 0     | Cimarrones "B"           | Instalaciones de Zuazua No. 2     | 20 de agosto | 12:00     |           |           |           |           |           |           |
| U de G "B"             | 2 - 0     | Mineros de Zacatecas "B" | Jalisco                           | 20 de agosto | 17:00     |           |           |           |           |           |           |
| Titanes de Saltillo    | 1 - 2     | Murciélagos "B"          | Olímpico Francisco I. Madero      | 20 de agosto | 17:00     |           |           |           |           |           |           |
| Fresnillo              | 0 - 1     | Tijuana Premier          | Unidad Deportiva Minera Fresnillo | 20 de agosto | 19:00     |           |           |           |           |           |           |
| Reynosa                | 0 - 1     | Atlas Premier            | Reynosa                           | 20 de agosto | 19:45     |           |           |           |           |           |           |
| Cuervos de Ensenada    | 2 - 2     | Monterrey Premier        | Ciudad Deportiva                  | 21 de agosto | 12:00     |           |           |           |           |           |           |
| Grupo B                |           |                          |                                   |              |           |           |           |           |           |           |           |
| Local                  | Resultado | Visitante                | Estadio                           | Fecha        | Hora      |           |           |           |           |           |           |
| León Premier           | 3 - 2     | UAZ                      | Casa Club León                    | 19 de agosto | 10:00     |           |           |           |           |           |           |
| Morelia Premier        | 3 - 0     | Coras de Tepic "B"       | Morelos                           | 19 de agosto | 16:00     |           |           |           |           |           |           |
| A.E.M. Fútbol Club     | 4 - 0     | La Piedad                | Hugo Sánchez Márquez              | 20 de agosto | 16:00     |           |           |           |           |           |           |
| Real Zamora            | 0 - 3     | Club Tepatitlán          | Zamora                            | 20 de agosto | 16:00     |           |           |           |           |           |           |
| Cachorros U. de G.     | 1 - 0     | Cruz Azul Hidalgo        | Jalisco                           | 20 de agosto | 17:00     |           |           |           |           |           |           |
| Soledad                | 1 - 1     | Querétaro Premier        | Plan De San Luis                  | 20 de agosto | 19:00     |           |           |           |           |           |           |
| Necaxa Premier         | 3 - 1     | Pachuca Premier          | Casa Club Necaxa                  | 21 de agosto | 11:00     |           |           |           |           |           |           |
| Irapuato               | 1 - 1     | Toluca Premier           | Sergio León Chávez                | 21 de agosto | 16:00     |           |           |           |           |           |           |
| Grupo C                |           |                          |                                   |              |           |           |           |           |           |           |           |
| Local                  | Resultado | Visitante                | Estadio                           | Fecha        | Hora      |           |           |           |           |           |           |
| UNAM Premier           | 2 - 1     | Ocelotes UNACH           | La Cantera                        | 19 de agosto | 10:00     |           |           |           |           |           |           |
| Chiapas Premier        | 1 - 2     | Cruz Azul Premier        | Víctor Manuel Reyna               | 19 de agosto | 10:00     |           |           |           |           |           |           |
| Tlaxcala F.C.          | 4 - 1     | Inter Playa              | Tlahuicole                        | 20 de agosto | 12:00     |           |           |           |           |           |           |
| Pioneros               | 1 - 0     | Real Cuautitlán          | Olímpico Andrés Quintana Roo      | 20 de agosto | 16:00     |           |           |           |           |           |           |
| Sporting Canamy        | 0 - 1     | Orizaba                  | Valentín González                 | 20 de agosto | 16:00     |           |           |           |           |           |           |
| Veracruz Premier       | 0 - 0     | Puebla Premier           | Rafael Hernández Ochoa            | 20 de agosto | 17:00     |           |           |           |           |           |           |
| Politécnico            | 0 - 1     | Athletic Club Morelos    | Olímpico de Oaxtepec              | 20 de agosto | 18:00     |           |           |           |           |           |           |
| Chapulineros de Oaxaca | 2 - 1     | América Premier          | Benito Juárez                     | 21 de agosto | 12:00     |           |           |           |           |           |           |

| Jornada 3                | Jornada 3 | Jornada 3              | Jornada 3                               | Jornada 3    | Jornada 3 | Jornada 3 | Jornada 3 | Jornada 3 | Jornada 3 | Jornada 3 | Jornada 3 |
| Grupo A                  | Grupo A   | Grupo A                | Grupo A                                 | Grupo A      | Grupo A   | Grupo A   | Grupo A   | Grupo A   | Grupo A   | Grupo A   | Grupo A   |
| Local                    | Resultado | Visitante              | Estadio                                 | Fecha        | Hora      |           |           |           |           |           |           |
| ------------------------ | --------- | ---------------------- | --------------------------------------- | ------------ | --------- | --------- | --------- | --------- | --------- | --------- | --------- |
| Tijuana Premier          | 2 - 1     | Titanes de Saltillo    | Caliente                                | 26 de agosto | 10:00     |           |           |           |           |           |           |
| Atlas Premier            | 2 - 2     | Tigres Premier         | Alfredo "Pistache" Torres               | 26 de agosto | 12:00     |           |           |           |           |           |           |
| Guadalajara Premier      | 2 - 0     | Fresnillo              | Verde Valle                             | 26 de agosto | 16:00     |           |           |           |           |           |           |
| Mineros de Zacatecas "B" | 4 - 0     | Cimarrones "B"         | Francisco Villa                         | 27 de agosto | 11:00     |           |           |           |           |           |           |
| Santos Laguna Premier    | 0 - 1     | Cuervos de Ensenada    | TSM Cancha Externa No. 5                | 27 de agosto | 11:00     |           |           |           |           |           |           |
| U de G "B"               | 1 - 3     | Alacranes Durango      | Jalisco                                 | 27 de agosto | 17:00     |           |           |           |           |           |           |
| Murciélagos "B"          | 1 - 1     | UACH                   | Coloso del Dique                        | 27 de agosto | 21:00     |           |           |           |           |           |           |
| Monterrey Premier        | 3 - 1     | Reynosa                | El Barrial                              | 28 de agosto | 11:00     |           |           |           |           |           |           |
| Grupo B                  |           |                        |                                         |              |           |           |           |           |           |           |           |
| Local                    | Resultado | Visitante              | Estadio                                 | Fecha        | Hora      |           |           |           |           |           |           |
| Pachuca Premier          | 0 - 0     | Real Zamora            | Instalaciones Universidad del Fútbol    | 26 de agosto | 12:00     |           |           |           |           |           |           |
| Querétaro Premier        | 5 - 1     | Necaxa Premier         | La Corregidora                          | 26 de agosto | 12:00     |           |           |           |           |           |           |
| Toluca Premier           | 2 - 0     | A.E.M. Fútbol Club     | Instalaciones de Metepec                | 27 de agosto | 10:00     |           |           |           |           |           |           |
| UAZ                      | 0 - 2     | Irapuato               | Francisco Villa                         | 27 de agosto | 16:00     |           |           |           |           |           |           |
| Cachorros U. de G.       | 1 - 1     | León Premier           | Jalisco                                 | 27 de agosto | 17:00     |           |           |           |           |           |           |
| Coras de Tepic "B"       | 2 - 1     | Soledad                | Arena Cora                              | 27 de agosto | 19:00     |           |           |           |           |           |           |
| La Piedad                | 2 - 1     | Morelia Premier        | Juan Nepomuceno López                   | 27 de agosto | 20:00     |           |           |           |           |           |           |
| Cruz Azul Hidalgo        | 1 - 2     | Club Tepatitlán        | 10 de diciembre                         | 28 de agosto | 12:00     |           |           |           |           |           |           |
| Grupo C                  |           |                        |                                         |              |           |           |           |           |           |           |           |
| Local                    | Resultado | Visitante              | Estadio                                 | Fecha        | Hora      |           |           |           |           |           |           |
| Chiapas Premier          | 1 - 4     | UNAM Premier           | Víctor Manuel Reyna                     | 26 de agosto | 10:00     |           |           |           |           |           |           |
| Ocelotes UNACH           | 0 - 2     | Sporting Canamy        | Municipal de San Cristóbal de las Casas | 26 de agosto | 19:00     |           |           |           |           |           |           |
| Puebla Premier           | 1 - 1     | Tlaxcala F.C.          | Unidad Deportiva Mario Vázquez Raña     | 27 de agosto | 10:00     |           |           |           |           |           |           |
| Cruz Azul Premier        | 1 - 0     | Inter Playa            | 10 de diciembre                         | 27 de agosto | 11:00     |           |           |           |           |           |           |
| Orizaba                  | 1 - 5     | Pioneros               | Socum                                   | 27 de agosto | 12:00     |           |           |           |           |           |           |
| Real Cuautitlán          | 3 - 3     | Politécnico            | Los Pinos                               | 27 de agosto | 12:00     |           |           |           |           |           |           |
| América Premier          | 2 - 0     | Veracruz Premier       | Inst. Club América Cancha No. 2         | 28 de agosto | 10:00     |           |           |           |           |           |           |
| Athletic Club Morelos    | 0 - 0     | Chapulineros de Oaxaca | Centenario                              | 28 de agosto | 16:00     |           |           |           |           |           |           |

| Jornada 4              | Jornada 4 | Jornada 4                | Jornada 4                         | Jornada 4        | Jornada 4 | Jornada 4 | Jornada 4 | Jornada 4 | Jornada 4 | Jornada 4 | Jornada 4 |
| Grupo A                | Grupo A   | Grupo A                  | Grupo A                           | Grupo A          | Grupo A   | Grupo A   | Grupo A   | Grupo A   | Grupo A   | Grupo A   | Grupo A   |
| Local                  | Resultado | Visitante                | Estadio                           | Fecha            | Hora      |           |           |           |           |           |           |
| ---------------------- | --------- | ------------------------ | --------------------------------- | ---------------- | --------- | --------- | --------- | --------- | --------- | --------- | --------- |
| UACH                   | 2 - 0     | Tijuana Premier          | Olímpico Universitario José Baeza | 2 de septiembre  | 19:30     |           |           |           |           |           |           |
| Alacranes Durango      | 2 - 1     | Mineros de Zacatecas "B" | Francisco Zarco                   | 2 de septiembre  | 20:30     |           |           |           |           |           |           |
| Tigres Premier         | 2 - 1     | Monterrey Premier        | Instalaciones de Zuazua No. 2     | 3 de septiembre  | 12:00     |           |           |           |           |           |           |
| Cimarrones "B"         | 1 - 2     | Atlas Premier            | Héctor Espino González            | 3 de septiembre  | 18:00     |           |           |           |           |           |           |
| Titanes de Saltillo    | 1 - 3     | Guadalajara Premier      | Olímpico Francisco I. Madero      | 3 de septiembre  | 18:00     |           |           |           |           |           |           |
| Fresnillo              | 0 - 2     | U de G "B"               | Unidad Deportiva Minera Fresnillo | 3 de septiembre  | 19:00     |           |           |           |           |           |           |
| Reynosa                | 2 - 1     | Santos Laguna Premier    | Reynosa                           | 3 de septiembre  | 19:45     |           |           |           |           |           |           |
| Cuervos de Ensenada    | 3 - 1     | Murciélagos "B"          | Ciudad Deportiva                  | 4 de septiembre  | 12:00     |           |           |           |           |           |           |
| Grupo B                |           |                          |                                   |                  |           |           |           |           |           |           |           |
| Local                  | Resultado | Visitante                | Estadio                           | Fecha            | Hora      |           |           |           |           |           |           |
| León Premier           | 3 - 0     | Cruz Azul Hidalgo        | Casa Club León                    | 2 de septiembre  | 10:00     |           |           |           |           |           |           |
| A.E.M. Fútbol Club     | 3 - 1     | UAZ                      | Hugo Sánchez Márquez              | 3 de septiembre  | 16:00     |           |           |           |           |           |           |
| Real Zamora            | 4 - 2     | Querétaro Premier        | Zamora                            | 3 de septiembre  | 16:00     |           |           |           |           |           |           |
| Club Tepatitlán        | 4 - 1     | Pachuca Premier          | Gregorio "Tepa" Gómez             | 3 de septiembre  | 19:00     |           |           |           |           |           |           |
| Soledad                | 2 - 0     | La Piedad                | Plan de San Luis                  | 3 de septiembre  | 19:00     |           |           |           |           |           |           |
| Necaxa Premier         | 0 - 1     | Coras de Tepic "B"       | Casa Club Necaxa                  | 4 de septiembre  | 11:00     |           |           |           |           |           |           |
| Irapuato               | 2 - 0     | Cachorros U. de G.       | Sergio León Chávez                | 4 de septiembre  | 16:00     |           |           |           |           |           |           |
| Morelia Premier        | 0 - 1     | Toluca Premier           | Morelos                           | 14 de septiembre | 16:00     |           |           |           |           |           |           |
| Grupo C                |           |                          |                                   |                  |           |           |           |           |           |           |           |
| Local                  | Resultado | Visitante                | Estadio                           | Fecha            | Hora      |           |           |           |           |           |           |
| UNAM Premier           | 2 - 0     | Cruz Azul Premier        | La Cantera                        | 2 de septiembre  | 10:00     |           |           |           |           |           |           |
| Inter Playa            | 2 - 1     | Puebla Premier           | Mario Villanueva Madrid           | 2 de septiembre  | 20:00     |           |           |           |           |           |           |
| Pioneros               | 4 - 0     | Ocelotes UNACH           | Olímpico Andrés Quintana Roo      | 3 de septiembre  | 16:00     |           |           |           |           |           |           |
| Sporting Canamy        | 3 - 4     | Chiapas Premier          | Valentín González                 | 3 de septiembre  | 16:00     |           |           |           |           |           |           |
| Veracruz Premier       | 0 - 2     | Athletic Club Morelos    | Rafael Hernández Ochoa            | 3 de septiembre  | 17:00     |           |           |           |           |           |           |
| Politécnico            | 0 - 1     | Orizaba                  | Olímpico de Oaxtepec              | 3 de septiembre  | 18:00     |           |           |           |           |           |           |
| Tlaxcala F.C.          | 2 - 0     | América Premier          | Tlahuicole                        | 3 de septiembre  | 18:00     |           |           |           |           |           |           |
| Chapulineros de Oaxaca | 1 - 0     | Real Cuautitlán          | Benito Juárez                     | 4 de septiembre  | 12:00     |           |           |           |           |           |           |

| Jornada 5                | Jornada 5 | Jornada 5              | Jornada 5                               | Jornada 5        | Jornada 5 | Jornada 5 | Jornada 5 | Jornada 5 | Jornada 5 | Jornada 5 | Jornada 5 |
| Grupo A                  | Grupo A   | Grupo A                | Grupo A                                 | Grupo A          | Grupo A   | Grupo A   | Grupo A   | Grupo A   | Grupo A   | Grupo A   | Grupo A   |
| Local                    | Resultado | Visitante              | Estadio                                 | Fecha            | Hora      |           |           |           |           |           |           |
| ------------------------ | --------- | ---------------------- | --------------------------------------- | ---------------- | --------- | --------- | --------- | --------- | --------- | --------- | --------- |
| Tijuana Premier          | 1 - 0     | Cuervos de Ensenada    | Caliente                                | 9 de septiembre  | 10:00     |           |           |           |           |           |           |
| Guadalajara Premier      | 1 - 0     | UACH                   | Verde Valle                             | 9 de septiembre  | 16:00     |           |           |           |           |           |           |
| Alacranes Durango        | 1 - 1     | Fresnillo              | Francisco Zarco                         | 9 de septiembre  | 20:30     |           |           |           |           |           |           |
| Mineros de Zacatecas "B" | 3 - 1     | Atlas Premier          | Francisco Villa                         | 10 de septiembre | 11:00     |           |           |           |           |           |           |
| Santos Laguna Premier    | 1 - 1     | Tigres Premier         | TSM Cancha Externa No. 5                | 10 de septiembre | 11:00     |           |           |           |           |           |           |
| U de G "B"               | 6 - 0     | Titanes de Saltillo    | Jalisco                                 | 10 de septiembre | 17:00     |           |           |           |           |           |           |
| Murciélagos "B"          | 1 - 2     | Reynosa                | Coloso Del Dique                        | 10 de septiembre | 21:00     |           |           |           |           |           |           |
| Monterrey Premier        | 3 - 1     | Cimarrones "B"         | El Barrial                              | 11 de septiembre | 11:00     |           |           |           |           |           |           |
| Grupo B                  |           |                        |                                         |                  |           |           |           |           |           |           |           |
| Local                    | Resultado | Visitante              | Estadio                                 | Fecha            | Hora      |           |           |           |           |           |           |
| León Premier             | 2 - 3     | Irapuato               | Casa Club León                          | 9 de septiembre  | 10:00     |           |           |           |           |           |           |
| Querétaro Premier        | 1 - 1     | Club Tepatitlán        | La Corregidora                          | 9 de septiembre  | 12:00     |           |           |           |           |           |           |
| Toluca Premier           | 2 - 0     | Soledad                | Instalaciones de Metepec                | 10 de septiembre | 10:00     |           |           |           |           |           |           |
| UAZ                      | 1 - 1     | Morelia Premier        | Francisco Villa                         | 10 de septiembre | 16:00     |           |           |           |           |           |           |
| Cachorros U. de G.       | 1 - 0     | A.E.M. Fútbol Club     | Jalisco                                 | 10 de septiembre | 17:00     |           |           |           |           |           |           |
| Coras de Tepic "B"       | 0 - 1     | Real Zamora            | Arena Cora                              | 10 de septiembre | 19:00     |           |           |           |           |           |           |
| La Piedad                | 1 - 3     | Necaxa Premier         | Juan Nepomuceno López                   | 10 de septiembre | 20:00     |           |           |           |           |           |           |
| Cruz Azul Hidalgo        | 2 - 3     | Pachuca Premier        | 10 de diciembre                         | 11 de septiembre | 12:00     |           |           |           |           |           |           |
| Grupo C                  |           |                        |                                         |                  |           |           |           |           |           |           |           |
| Local                    | Resultado | Visitante              | Estadio                                 | Fecha            | Hora      |           |           |           |           |           |           |
| Chiapas Premier          | 2 - 3     | Pioneros               | Víctor Manuel Reyna                     | 9 de septiembre  | 10:00     |           |           |           |           |           |           |
| UNAM Premier             | 1 - 2     | Sporting Canamy        | La Cantera                              | 9 de septiembre  | 10:00     |           |           |           |           |           |           |
| Ocelotes UNACH           | 2 - 2     | Politécnico            | Municipal de San Cristóbal de las Casas | 9 de septiembre  | 19:00     |           |           |           |           |           |           |
| Cruz Azul Premier        | 1 - 1     | Puebla Premier         | 10 de diciembre                         | 10 de septiembre | 11:00     |           |           |           |           |           |           |
| Orizaba                  | 1 - 3     | Chapulineros de Oaxaca | Socum                                   | 10 de septiembre | 12:00     |           |           |           |           |           |           |
| Real Cuautitlán          | 2 - 2     | Veracruz Premier       | Los Pinos                               | 10 de septiembre | 12:00     |           |           |           |           |           |           |
| América Premier          | 1 - 1     | Inter Playa            | Inst. Club América Cancha No. 2         | 11 de septiembre | 10:00     |           |           |           |           |           |           |
| Athletic Club Morelos    | 1 - 0     | Tlaxcala F.C.          | Centenario                              | 11 de septiembre | 16:00     |           |           |           |           |           |           |

| Jornada 6              | Jornada 6 | Jornada 6                | Jornada 6                            | Jornada 6        | Jornada 6 | Jornada 6 | Jornada 6 | Jornada 6 | Jornada 6 | Jornada 6 | Jornada 6 |
| Grupo A                | Grupo A   | Grupo A                  | Grupo A                              | Grupo A          | Grupo A   | Grupo A   | Grupo A   | Grupo A   | Grupo A   | Grupo A   | Grupo A   |
| Local                  | Resultado | Visitante                | Estadio                              | Fecha            | Hora      |           |           |           |           |           |           |
| ---------------------- | --------- | ------------------------ | ------------------------------------ | ---------------- | --------- | --------- | --------- | --------- | --------- | --------- | --------- |
| Atlas Premier          | 0 - 2     | Monterrey Premier        | Alfredo "Pistache" Torres            | 16 de septiembre | 12:00     |           |           |           |           |           |           |
| UACH                   | 1 - 1     | U de G "B"               | Olímpico Universitario José Baeza    | 16 de septiembre | 19:30     |           |           |           |           |           |           |
| Tigres Premier         | 0 - 2     | Murciélagos "B"          | Instalaciones de Zuazua No. 2        | 17 de septiembre | 12:00     |           |           |           |           |           |           |
| Titanes de Saltillo    | 3 - 5     | Alacranes Durango        | Olímpico Francisco I. Madero         | 17 de septiembre | 18:00     |           |           |           |           |           |           |
| Cimarrones "B"         | 6 - 2     | Santos Premier Premier   | Héctor Espino González               | 17 de septiembre | 18:00     |           |           |           |           |           |           |
| Fresnillo              | 0 - 2     | Mineros de Zacatecas "B" | Unidad Deportiva Minera Fresnillo    | 17 de septiembre | 19:00     |           |           |           |           |           |           |
| Reynosa                | 1 - 1     | Tijuana Premier          | Reynosa                              | 17 de septiembre | 19:45     |           |           |           |           |           |           |
| Cuervos de Ensenada    | 2 - 1     | Guadalajara "B"          | Ciudad Deportiva                     | 18 de septiembre | 12:00     |           |           |           |           |           |           |
| Grupo B                |           |                          |                                      |                  |           |           |           |           |           |           |           |
| Local                  | Resultado | Visitante                | Estadio                              | Fecha            | Hora      |           |           |           |           |           |           |
| Pachuca Premier        | 1 - 2     | Querétaro Premier        | Instalaciones Universidad del Fútbol | 16 de septiembre | 12:00     |           |           |           |           |           |           |
| Morelia Premier        | 3 - 1     | Cachorros U. de G.       | Morelos                              | 16 de septiembre | 16:00     |           |           |           |           |           |           |
| Real Zamora            | 3 - 1     | La Piedad                | Zamora                               | 17 de septiembre | 16:00     |           |           |           |           |           |           |
| A.E.M. Fútbol Club     | 0 - 1     | León Premier             | Hugo Sánchez Márquez                 | 17 de septiembre | 16:00     |           |           |           |           |           |           |
| Club Tepatitlán        | 2 - 1     | Coras de Tepic "B"       | Gregorio "Tepa" Gómez                | 17 de septiembre | 19:00     |           |           |           |           |           |           |
| Soledad                | 2 - 1     | UAZ                      | Plan de San Luis                     | 17 de septiembre | 19:00     |           |           |           |           |           |           |
| Necaxa Premier         | 2 - 1     | Toluca Premier           | Casa Club Necaxa                     | 18 de septiembre | 11:00     |           |           |           |           |           |           |
| Irapuato               | 0 - 0     | Cruz Azul Hidalgo        | Sergio León Chávez                   | 18 de septiembre | 16:00     |           |           |           |           |           |           |
| Grupo C                |           |                          |                                      |                  |           |           |           |           |           |           |           |
| Local                  | Resultado | Visitante                | Estadio                              | Fecha            | Hora      |           |           |           |           |           |           |
| Inter Playa            | 1 - 1     | Athletic Club Morelos    | Mario Villanueva Madrid              | 16 de septiembre | 20:00     |           |           |           |           |           |           |
| Puebla Premier         | 3 - 2     | América Premier          | Unidad Deportiva Mario Vázquez Raña  | 17 de septiembre | 10:00     |           |           |           |           |           |           |
| Sporting Canamy        | 3 - 0     | Cruz Azul Premier        | Valentín González                    | 17 de septiembre | 16:00     |           |           |           |           |           |           |
| Pioneros               | 5 - 1     | UNAM Premier             | Olímpico Andrés Quintana Roo         | 17 de septiembre | 16:00     |           |           |           |           |           |           |
| Veracruz Premier       | 1 - 1     | Orizaba                  | Rafael Hernández Ochoa               | 17 de septiembre | 17:00     |           |           |           |           |           |           |
| Tlaxcala F.C.          | 2 - 2     | Real Cuautitlán          | Tlahuicole                           | 17 de septiembre | 18:00     |           |           |           |           |           |           |
| Politécnico            | 1 - 0     | Chiapas Premier          | Olímpico de Oaxtepec                 | 17 de septiembre | 18:00     |           |           |           |           |           |           |
| Chapulineros de Oaxaca | 3 - 0     | Ocelotes UNACH           | Benito Juárez                        | 18 de septiembre | 12:00     |           |           |           |           |           |           |

| Jornada 7                | Jornada 7 | Jornada 7              | Jornada 7                               | Jornada 7        | Jornada 7 | Jornada 7 | Jornada 7 | Jornada 7 | Jornada 7 | Jornada 7 | Jornada 7 |
| Grupo A                  | Grupo A   | Grupo A                | Grupo A                                 | Grupo A          | Grupo A   | Grupo A   | Grupo A   | Grupo A   | Grupo A   | Grupo A   | Grupo A   |
| Local                    | Resultado | Visitante              | Estadio                                 | Fecha            | Hora      |           |           |           |           |           |           |
| ------------------------ | --------- | ---------------------- | --------------------------------------- | ---------------- | --------- | --------- | --------- | --------- | --------- | --------- | --------- |
| Tijuana Premier          | 2 - 1     | Tigres Premier         | Caliente                                | 23 de septiembre | 10:00     |           |           |           |           |           |           |
| Guadalajara Premier      | 1 - 0     | Reynosa                | Verde Valle                             | 23 de septiembre | 16:00     |           |           |           |           |           |           |
| Durango                  | 3 - 1     | UACH                   | Francisco Zarco                         | 23 de septiembre | 20:30     |           |           |           |           |           |           |
| Santos Laguna Premier    | 3 - 2     | Atlas Premier          | TSM Cancha Externa No. 5                | 24 de septiembre | 11:00     |           |           |           |           |           |           |
| Mineros de Zacatecas "B" | 2 - 2     | Monterrey Premier      | Francisco Villa                         | 24 de septiembre | 11:00     |           |           |           |           |           |           |
| U de G "B"               | 1 - 1     | Cuervos de Ensenada    | Jalisco                                 | 24 de septiembre | 17:00     |           |           |           |           |           |           |
| Fresnillo                | 2 - 0     | Titanes de Saltillo    | Unidad Deportiva Minera Fresnillo       | 24 de septiembre | 19:00     |           |           |           |           |           |           |
| Murciélagos "B"          | 2 - 1     | Cimarrones "B"         | Coloso del Dique                        | 24 de septiembre | 21:00     |           |           |           |           |           |           |
| Grupo B                  |           |                        |                                         |                  |           |           |           |           |           |           |           |
| Local                    | Resultado | Visitante              | Estadio                                 | Fecha            | Hora      |           |           |           |           |           |           |
| León Premier             | 0 - 2     | Morelia Premier        | Casa Club León                          | 23 de septiembre | 10:00     |           |           |           |           |           |           |
| Toluca Premier           | 2 - 0     | Real Zamora            | Instalaciones de Metepec                | 24 de septiembre | 10:00     |           |           |           |           |           |           |
| UAZ                      | 1 - 1     | Necaxa Premier         | Francisco Villa                         | 24 de septiembre | 16:00     |           |           |           |           |           |           |
| Cachorros U. de G.       | 2 - 2     | Santos Soledad         | Jalisco                                 | 24 de septiembre | 17:00     |           |           |           |           |           |           |
| Coras "B"                | 1 - 1     | Pachuca Premier        | Arena Cora                              | 24 de septiembre | 19:00     |           |           |           |           |           |           |
| La Piedad                | 0 - 0     | Club Tepatitlán        | Juan Nepomuceno López                   | 24 de septiembre | 20:00     |           |           |           |           |           |           |
| Cruz Azul Hidalgo        | 0 - 1     | Querétaro Premier      | 10 de diciembre                         | 25 de septiembre | 12:00     |           |           |           |           |           |           |
| Irapuato                 | 2 - 3     | A.E.M. Fútbol Club     | Sergio León Chávez                      | 25 de septiembre | 16:00     |           |           |           |           |           |           |
| Grupo C                  |           |                        |                                         |                  |           |           |           |           |           |           |           |
| Local                    | Resultado | Visitante              | Estadio                                 | Fecha            | Hora      |           |           |           |           |           |           |
| UNAM Premier             | 1 - 1     | Politécnico            | La Cantera                              | 23 de septiembre | 10:00     |           |           |           |           |           |           |
| Chiapas Premier          | 1 - 1     | Chapulineros de Oaxaca | Víctor Manuel Reyna                     | 23 de septiembre | 10:00     |           |           |           |           |           |           |
| Ocelotes UNACH           | 2 - 1     | Veracruz Premier       | Municipal de San Cristóbal de las Casas | 23 de septiembre | 19:00     |           |           |           |           |           |           |
| Cruz Azul Premier        | 1 - 2     | América Premier        | Inst. Club América Cancha No. 2         | 24 de septiembre | 11:00     |           |           |           |           |           |           |
| Orizaba                  | 3 - 2     | Tlaxcala               | Socum                                   | 24 de septiembre | 12:00     |           |           |           |           |           |           |
| Real Cuautitlán          | 3 - 1     | Inter Playa            | Los Pinos                               | 24 de septiembre | 12:00     |           |           |           |           |           |           |
| Sporting Canamy          | 1 - 2     | Pioneros               | Valentín González                       | 24 de septiembre | 16:00     |           |           |           |           |           |           |
| Athletic Club Morelos    | 1 - 2     | Puebla Premier         | Centenario                              | 25 de septiembre | 16:00     |           |           |           |           |           |           |

| Jornada 8              | Jornada 8 | Jornada 8                | Jornada 8                            | Jornada 8        | Jornada 8 | Jornada 8 | Jornada 8 | Jornada 8 | Jornada 8 | Jornada 8 | Jornada 8 |
| Grupo A                | Grupo A   | Grupo A                  | Grupo A                              | Grupo A          | Grupo A   | Grupo A   | Grupo A   | Grupo A   | Grupo A   | Grupo A   | Grupo A   |
| Local                  | Resultado | Visitante                | Estadio                              | Fecha            | Hora      |           |           |           |           |           |           |
| ---------------------- | --------- | ------------------------ | ------------------------------------ | ---------------- | --------- | --------- | --------- | --------- | --------- | --------- | --------- |
| Atlas Premier          | 2 - 1     | Murciélagos "B"          | Alfredo "Pistache" Torres            | 30 de septiembre | 12:00     |           |           |           |           |           |           |
| UACH                   | 2 - 1     | Fresnillo                | Olímpico Universitario José Baeza    | 1 de octubre     | 10:00     |           |           |           |           |           |           |
| Tigres Premier         | 3 - 1     | Guadalajara Premier      | Instalaciones de Zuazua No. 2        | 1 de octubre     | 12:00     |           |           |           |           |           |           |
| Titanes de Saltillo    | 0 - 0     | Mineros de Zacatecas "B" | Olímpico Francisco I. Madero         | 1 de octubre     | 18:00     |           |           |           |           |           |           |
| Cimarrones "B"         | 1 - 0     | Tijuana Premier          | Héctor Espino González               | 1 de octubre     | 18:00     |           |           |           |           |           |           |
| Reynosa                | 3 - 0     | U de G "B"               | Reynosa                              | 1 de octubre     | 19:45     |           |           |           |           |           |           |
| Monterrey Premier      | 3 - 1     | Santos Laguna Premier    | El Barrial                           | 2 de octubre     | 11:00     |           |           |           |           |           |           |
| Cuervos de Ensenada    | 5 - 2     | Durango                  | Ciudad Deportiva                     | 2 de octubre     | 12:00     |           |           |           |           |           |           |
| Grupo B                |           |                          |                                      |                  |           |           |           |           |           |           |           |
| Local                  | Resultado | Visitante                | Estadio                              | Fecha            | Hora      |           |           |           |           |           |           |
| Pachuca Premier        | 0 - 1     | La Piedad                | Instalaciones Universidad del Fútbol | 30 de septiembre | 12:00     |           |           |           |           |           |           |
| Querétaro Premier      | 1 - 0     | Coras "B"                | La Corregidora                       | 30 de septiembre | 12:00     |           |           |           |           |           |           |
| Morelia Premier        | 2 - 1     | Irapuato                 | Morelos                              | 30 de septiembre | 16:00     |           |           |           |           |           |           |
| A.E.M. Fútbol Club     | 0 - 0     | Cruz Azul Hidalgo        | Hugo Sánchez Márquez                 | 1 de octubre     | 16:00     |           |           |           |           |           |           |
| Real Zamora            | 1 - 2     | UAZ                      | Zamora                               | 1 de octubre     | 16:00     |           |           |           |           |           |           |
| Santos Soledad         | 1 - 1     | León Premier             | Plan De San Luis                     | 1 de octubre     | 19:00     |           |           |           |           |           |           |
| Club Tepatitlán        | 2 - 0     | Toluca Premier           | Gregorio "Tepa" Gómez                | 1 de octubre     | 19:00     |           |           |           |           |           |           |
| Necaxa Premier         | 2 - 3     | Cachorros U. de G.       | Casa Club Necaxa                     | 2 de octubre     | 11:00     |           |           |           |           |           |           |
| Grupo C                |           |                          |                                      |                  |           |           |           |           |           |           |           |
| Local                  | Resultado | Visitante                | Estadio                              | Fecha            | Hora      |           |           |           |           |           |           |
| Chapulineros de Oaxaca | 1 - 1     | UNAM Premier             | Benito Juárez                        | 30 de septiembre | 12:00     |           |           |           |           |           |           |
| Inter Playa            | 2 - 3     | Orizaba                  | Mario Villanueva Madrid              | 30 de septiembre | 20:00     |           |           |           |           |           |           |
| Puebla Premier         | 4 - 3     | Real Cuautitlán          | Unidad Deportiva Mario Vázquez Raña  | 1 de octubre     | 10:00     |           |           |           |           |           |           |
| Pioneros               | 0 - 0     | Cruz Azul Premier        | Olímpico Andrés Quintana Roo         | 1 de octubre     | 16:00     |           |           |           |           |           |           |
| Veracruz Premier       | 5 - 0     | Chiapas Premier          | Rafael Hernández Ochoa               | 1 de octubre     | 17:00     |           |           |           |           |           |           |
| Tlaxcala               | 2 - 1     | Ocelotes UNACH           | Tlahuicole                           | 1 de octubre     | 18:00     |           |           |           |           |           |           |
| Politécnico            | 1 - 3     | Sporting Canamy          | Olímpico de Oaxtepec                 | 1 de octubre     | 18:00     |           |           |           |           |           |           |
| América Premier        | 0 - 0     | Athletic Club Morelos    | Inst. Club América Cancha No. 2      | 2 de octubre     | 10:00     |           |           |           |           |           |           |

| Jornada 9                | Jornada 9 | Jornada 9              | Jornada 9                               | Jornada 9    | Jornada 9 | Jornada 9 | Jornada 9 | Jornada 9 | Jornada 9 | Jornada 9 | Jornada 9 |
| Grupo A                  | Grupo A   | Grupo A                | Grupo A                                 | Grupo A      | Grupo A   | Grupo A   | Grupo A   | Grupo A   | Grupo A   | Grupo A   | Grupo A   |
| Local                    | Resultado | Visitante              | Estadio                                 | Fecha        | Hora      |           |           |           |           |           |           |
| ------------------------ | --------- | ---------------------- | --------------------------------------- | ------------ | --------- | --------- | --------- | --------- | --------- | --------- | --------- |
| Tijuana Premier          | 1 - 0     | Atlas Premier          | Caliente                                | 7 de octubre | 10:00     |           |           |           |           |           |           |
| Guadalajara Premier      | 2 - 1     | Cimarrones "B"         | Verde Valle                             | 7 de octubre | 16:00     |           |           |           |           |           |           |
| Durango                  | 0 - 3     | Reynosa                | Francisco Zarco                         | 7 de octubre | 20:30     |           |           |           |           |           |           |
| Mineros de Zacatecas "B" | 1 - 1     | Santos Laguna Premier  | Francisco Villa                         | 8 de octubre | 11:00     |           |           |           |           |           |           |
| U de G "B"               | 2 - 4     | Tigres Premier         | Jalisco                                 | 8 de octubre | 17:00     |           |           |           |           |           |           |
| Titanes de Saltillo      | 1 - 1     | UACH                   | Olímpico Francisco I. Madero            | 8 de octubre | 18:00     |           |           |           |           |           |           |
| Fresnillo                | 2 - 2     | Cuervos de Ensenada    | Unidad Deportiva Minera Fresnillo       | 8 de octubre | 19:00     |           |           |           |           |           |           |
| Murciélagos "B"          | 0 - 2     | Monterrey Premier      | Coloso del Dique                        | 8 de octubre | 21:00     |           |           |           |           |           |           |
| Grupo B                  |           |                        |                                         |              |           |           |           |           |           |           |           |
| Local                    | Resultado | Visitante              | Estadio                                 | Fecha        | Hora      |           |           |           |           |           |           |
| León Premier             | 1 - 1     | Necaxa Premier         | Casa Club León                          | 7 de octubre | 10:00     |           |           |           |           |           |           |
| Toluca Premier           | 2 - 1     | Pachuca Premier        | Instalaciones de Metepec                | 8 de octubre | 10:00     |           |           |           |           |           |           |
| UAZ                      | 2 - 1     | Club Tepatitlán        | Francisco Villa                         | 8 de octubre | 16:00     |           |           |           |           |           |           |
| A.E.M. Fútbol Club       | 0 - 3     | Morelia Premier        | Hugo Sánchez Márquez                    | 8 de octubre | 16:00     |           |           |           |           |           |           |
| Cachorros U. de G.       | 1 - 1     | Real Zamora            | Jalisco                                 | 8 de octubre | 17:00     |           |           |           |           |           |           |
| La Piedad                | 0 - 0     | Querétaro Premier      | Juan Nepomuceno López                   | 8 de octubre | 20:00     |           |           |           |           |           |           |
| Cruz Azul Hidalgo        | 3 - 0     | Coras "B"              | 10 de diciembre                         | 9 de octubre | 12:00     |           |           |           |           |           |           |
| Irapuato                 | 0 - 1     | Santos Soledad         | Sergio León Chávez                      | 9 de octubre | 16:00     |           |           |           |           |           |           |
| Grupo C                  |           |                        |                                         |              |           |           |           |           |           |           |           |
| Local                    | Resultado | Visitante              | Estadio                                 | Fecha        | Hora      |           |           |           |           |           |           |
| UNAM Premier             | 2 - 1     | Veracruz Premier       | La Cantera                              | 7 de octubre | 10:00     |           |           |           |           |           |           |
| Chiapas Premier          | 1 - 3     | Tlaxcala               | Víctor Manuel Reyna                     | 7 de octubre | 10:00     |           |           |           |           |           |           |
| Ocelotes UNACH           | 2 - 0     | Inter Playa            | Municipal de San Cristóbal de las Casas | 7 de octubre | 19:00     |           |           |           |           |           |           |
| Cruz Azul Premier        | 0 - 0     | Athletic Club Morelos  | 10 de diciembre                         | 8 de octubre | 11:00     |           |           |           |           |           |           |
| Real Cuautitlán          | 1 - 1     | América Premier        | Los Pinos                               | 8 de octubre | 12:00     |           |           |           |           |           |           |
| Orizaba                  | 2 - 1     | Puebla Premier         | Socum                                   | 8 de octubre | 12:00     |           |           |           |           |           |           |
| Pioneros                 | 4 - 0     | Politécnico            | Olímpico Andrés Quintana Roo            | 8 de octubre | 16:00     |           |           |           |           |           |           |
| Sporting Canamy          | 1 - 2     | Chapulineros de Oaxaca | Valentín González                       | 8 de octubre | 16:00     |           |           |           |           |           |           |

| Jornada 10             | Jornada 10 | Jornada 10               | Jornada 10                           | Jornada 10    | Jornada 10 | Jornada 10 | Jornada 10 | Jornada 10 | Jornada 10 | Jornada 10 | Jornada 10 |
| Grupo A                | Grupo A    | Grupo A                  | Grupo A                              | Grupo A       | Grupo A    | Grupo A    | Grupo A    | Grupo A    | Grupo A    | Grupo A    | Grupo A    |
| Local                  | Resultado  | Visitante                | Estadio                              | Fecha         | Hora       |            |            |            |            |            |            |
| ---------------------- | ---------- | ------------------------ | ------------------------------------ | ------------- | ---------- | ---------- | ---------- | ---------- | ---------- | ---------- | ---------- |
| Atlas Premier          | 0 - 2      | Guadalajara Premier      | Alfredo "Pistache" Torres            | 14 de octubre | 12:00      |            |            |            |            |            |            |
| UACH                   | 2 - 1      | Mineros de Zacatecas "B" | Olímpico Universitario José Baeza    | 14 de octubre | 19:30      |            |            |            |            |            |            |
| Santos Laguna Premier  | 2 - 1      | Murciélagos "B"          | TSM Cancha Externa No. 5             | 15 de octubre | 11:00      |            |            |            |            |            |            |
| Tigres Premier         | 0 - 0      | Durango                  | Instalaciones de Zuazua No. 2        | 15 de octubre | 12:00      |            |            |            |            |            |            |
| Cimarrones "B"         | 2 - 0      | U de G "B"               | Héctor Espino González               | 15 de octubre | 18:00      |            |            |            |            |            |            |
| Reynosa                | 2 - 1      | Fresnillo                | Reynosa                              | 15 de octubre | 19:45      |            |            |            |            |            |            |
| Monterrey Premier      | 2 - 0      | Tijuana Premier          | El Barrial                           | 16 de octubre | 11:00      |            |            |            |            |            |            |
| Cuervos de Ensenada    | 1 - 0      | Titanes de Saltillo      | Ciudad Deportiva                     | 16 de octubre | 12:00      |            |            |            |            |            |            |
| Grupo B                |            |                          |                                      |               |            |            |            |            |            |            |            |
| Local                  | Resultado  | Visitante                | Estadio                              | Fecha         | Hora       |            |            |            |            |            |            |
| Querétaro Premier      | 1 - 1      | Toluca Premier           | La Corregidora                       | 14 de octubre | 12:00      |            |            |            |            |            |            |
| Pachuca Premier        | 0 - 0      | UAZ                      | Instalaciones Universidad del Fútbol | 14 de octubre | 12:00      |            |            |            |            |            |            |
| Morelia Premier        | 3 - 2      | Cruz Azul Hidalgo        | Morelos                              | 14 de octubre | 16:00      |            |            |            |            |            |            |
| Real Zamora            | 3 - 1      | León Premier             | Zamora                               | 15 de octubre | 16:00      |            |            |            |            |            |            |
| Coras "B"              | 1 - 0      | La Piedad                | Arena Cora                           | 15 de octubre | 19:00      |            |            |            |            |            |            |
| Club Tepatitlán        | 1 - 0      | Cachorros U. de G.       | Gregorio "Tepa" Gómez                | 15 de octubre | 19:00      |            |            |            |            |            |            |
| Santos Soledad         | 1 - 2      | A.E.M. Fútbol Club       | Plan de San Luis                     | 15 de octubre | 19:00      |            |            |            |            |            |            |
| Necaxa Premier         | 0 - 1      | Irapuato                 | Casa Club Necaxa                     | 16 de octubre | 11:00      |            |            |            |            |            |            |
| Grupo C                |            |                          |                                      |               |            |            |            |            |            |            |            |
| Local                  | Resultado  | Visitante                | Estadio                              | Fecha         | Hora       |            |            |            |            |            |            |
| Tlaxcala               | 3 - 1      | UNAM Premier             | Tlahuicole                           | 14 de octubre | 19:00      |            |            |            |            |            |            |
| Inter Playa            | 5 - 0      | Chiapas Premier          | Mario Villanueva Madrid              | 14 de octubre | 20:00      |            |            |            |            |            |            |
| Puebla Premier         | 1 - 0      | Ocelotes UNACH           | Unidad Deportiva Mario Vázquez Raña  | 15 de octubre | 10:00      |            |            |            |            |            |            |
| Veracruz Premier       | 3 - 1      | Sporting Canamy          | Rafael Hernández Ochoa               | 15 de octubre | 17:00      |            |            |            |            |            |            |
| Politécnico            | 1 - 3      | Cruz Azul Premier        | Olímpico de Oaxtepec                 | 15 de octubre | 18:00      |            |            |            |            |            |            |
| América Premier        | 1 - 2      | Orizaba                  | Inst. Club América Cancha No. 2      | 16 de octubre | 10:00      |            |            |            |            |            |            |
| Chapulineros de Oaxaca | 0 - 2      | Pioneros                 | Benito Juárez                        | 16 de octubre | 12:00      |            |            |            |            |            |            |
| Athletic Club Morelos  | 2 - 1      | Real Cuautitlán          | Centenario                           | 16 de octubre | 16:00      |            |            |            |            |            |            |

| Jornada 11               | Jornada 11 | Jornada 11             | Jornada 11                              | Jornada 11    | Jornada 11 | Jornada 11 | Jornada 11 | Jornada 11 | Jornada 11 | Jornada 11 | Jornada 11 |
| Grupo A                  | Grupo A    | Grupo A                | Grupo A                                 | Grupo A       | Grupo A    | Grupo A    | Grupo A    | Grupo A    | Grupo A    | Grupo A    | Grupo A    |
| Local                    | Resultado  | Visitante              | Estadio                                 | Fecha         | Hora       |            |            |            |            |            |            |
| ------------------------ | ---------- | ---------------------- | --------------------------------------- | ------------- | ---------- | ---------- | ---------- | ---------- | ---------- | ---------- | ---------- |
| Tijuana Premier          | 1 - 2      | Santos Laguna Premier  | Caliente                                | 21 de octubre | 10:00      |            |            |            |            |            |            |
| Guadalajara Premier      | 0 - 0      | Monterrey Premier      | Verde Valle                             | 21 de octubre | 16:00      |            |            |            |            |            |            |
| UACH                     | 0 - 0      | Cuervos de Ensenada    | Olímpico Universitario José Baeza       | 21 de octubre | 19:30      |            |            |            |            |            |            |
| Durango                  | 3 - 2      | Cimarrones "B"         | Francisco Zarco                         | 21 de octubre | 20:30      |            |            |            |            |            |            |
| Mineros de Zacatecas "B" | 2 - 0      | Murciélagos "B"        | Francisco Villa                         | 22 de octubre | 11:00      |            |            |            |            |            |            |
| U de G "B"               | 4 - 0      | Atlas Premier          | Jalisco                                 | 22 de octubre | 17:00      |            |            |            |            |            |            |
| Titanes de Saltillo      | 1 - 2      | Reynosa                | Olímpico Francisco I. Madero            | 22 de octubre | 18:00      |            |            |            |            |            |            |
| Fresnillo                | 0 - 2      | Tigres Premier         | Unidad Deportiva Minera Fresnillo       | 22 de octubre | 19:00      |            |            |            |            |            |            |
| Grupo B                  |            |                        |                                         |               |            |            |            |            |            |            |            |
| Local                    | Resultado  | Visitante              | Estadio                                 | Fecha         | Hora       |            |            |            |            |            |            |
| León Premier             | 2 - 2      | Club Tepatitlán        | Casa Club León                          | 21 de octubre | 10:00      |            |            |            |            |            |            |
| Morelia Premier          | 2 - 1      | Santos Soledad         | Morelos                                 | 21 de octubre | 16:00      |            |            |            |            |            |            |
| Toluca Premier           | 1 - 2      | Coras "B"              | Instalaciones de Metepec                | 22 de octubre | 10:00      |            |            |            |            |            |            |
| A.E.M. Fútbol Club       | 2 - 0      | Necaxa Premier         | Hugo Sánchez Márquez                    | 22 de octubre | 16:00      |            |            |            |            |            |            |
| UAZ                      | 3 - 2      | Querétaro Premier      | Francisco Villa                         | 22 de octubre | 16:00      |            |            |            |            |            |            |
| Cachorros U. de G.       | 3 - 0      | Pachuca Premier        | Jalisco                                 | 22 de octubre | 17:00      |            |            |            |            |            |            |
| Cruz Azul Hidalgo        | 1 - 4      | La Piedad              | 10 de diciembre                         | 23 de octubre | 12:00      |            |            |            |            |            |            |
| Irapuato                 | 1 - 0      | Real Zamora            | Sergio León Chávez                      | 23 de octubre | 16:00      |            |            |            |            |            |            |
| Grupo C                  |            |                        |                                         |               |            |            |            |            |            |            |            |
| Local                    | Resultado  | Visitante              | Estadio                                 | Fecha         | Hora       |            |            |            |            |            |            |
| Chiapas Premier          | 1 - 2      | Puebla Premier         | Víctor Manuel Reyna                     | 21 de octubre | 10:00      |            |            |            |            |            |            |
| UNAM Premier             | 0 - 2      | Inter Playa            | La Cantera                              | 21 de octubre | 10:00      |            |            |            |            |            |            |
| Ocelotes UNACH           | 1 - 0      | América Premier        | Municipal de San Cristóbal de las Casas | 21 de octubre | 19:00      |            |            |            |            |            |            |
| Cruz Azul Premier        | 1 - 2      | Real Cuautitlán        | 10 de diciembre                         | 22 de octubre | 11:00      |            |            |            |            |            |            |
| Orizaba                  | 4 - 1      | Athletic Club Morelos  | Socum                                   | 22 de octubre | 12:00      |            |            |            |            |            |            |
| Sporting Canamy          | 0 - 1      | Tlaxcala               | Valentín González                       | 22 de octubre | 16:00      |            |            |            |            |            |            |
| Pioneros                 | 1 - 0      | Veracruz Premier       | Olímpico Andrés Quintana Roo            | 22 de octubre | 16:00      |            |            |            |            |            |            |
| Politécnico              | 0 - 4      | Chapulineros de Oaxaca | Olímpico de Oaxtepec                    | 22 de octubre | 18:00      |            |            |            |            |            |            |

| Jornada 12             | Jornada 12        | Jornada 12               | Jornada 12                           | Jornada 12    | Jornada 12 | Jornada 12 | Jornada 12 | Jornada 12 | Jornada 12 | Jornada 12 | Jornada 12 |
| Grupo A                | Grupo A           | Grupo A                  | Grupo A                              | Grupo A       | Grupo A    | Grupo A    | Grupo A    | Grupo A    | Grupo A    | Grupo A    | Grupo A    |
| Local                  | Resultado         | Visitante                | Estadio                              | Fecha         | Hora       |            |            |            |            |            |            |
| ---------------------- | ----------------- | ------------------------ | ------------------------------------ | ------------- | ---------- | ---------- | ---------- | ---------- | ---------- | ---------- | ---------- |
| Atlas Premier          | 1 - 0             | Alacranes Durango        | Alfredo "Pistache" Torres            | 28 de octubre | 12:00      |            |            |            |            |            |            |
| Santos Premier         | 0 - 0             | Guadalajara Premier      | TSM Cancha Externa No. 5             | 29 de octubre | 11:00      |            |            |            |            |            |            |
| Tigres Premier         | 0 - 0             | Titanes de Saltillo      | Instalaciones de Zuazua No.2         | 29 de octubre | 12:00      |            |            |            |            |            |            |
| Cimarrones "B"         | 1 - 2             | Fresnillo                | Héctor Espino González               | 29 de octubre | 18:00      |            |            |            |            |            |            |
| Reynosa F.C.           | 3 - 0             | UACH                     | Reynosa                              | 29 de octubre | 19:45      |            |            |            |            |            |            |
| Murciélagos "B"        | 3 - 3 (1 - 4) ppe | Tijuana Premier          | Coloso del Dique                     | 29 de octubre | 21:00      |            |            |            |            |            |            |
| Monterrey Premier      | 2 - 2 (6 - 7) ppe | U de G "B"               | El Barrial                           | 30 de octubre | 11:00      |            |            |            |            |            |            |
| Cuervos de Ensenada    | 2 - 1             | Mineros de Zacatecas "B" | Ciudad Deportiva                     | 30 de octubre | 12:00      |            |            |            |            |            |            |
| Grupo B                |                   |                          |                                      |               |            |            |            |            |            |            |            |
| Local                  | Resultado         | Visitante                | Estadio                              | Fecha         | Hora       |            |            |            |            |            |            |
| Querétaro Premier      | 1 - 1             | Cachorros U. de G.       | Corregidora                          | 28 de octubre | 12:00      |            |            |            |            |            |            |
| Pachuca Premier        | 0 - 1             | León Premier             | Instalaciones Universidad del Fútbol | 28 de octubre | 12:00      |            |            |            |            |            |            |
| Real Zamora            | 0 - 0             | A.E.M. Fútbol Club       | Zamora                               | 29 de octubre | 16:00      |            |            |            |            |            |            |
| Santos Soledad         | 2 - 1             | Cruz Azul Hidalgo        | Plan de San Luis                     | 29 de octubre | 19:00      |            |            |            |            |            |            |
| Coras "B"              | 0 - 4             | UAZ                      | Arena Cora                           | 29 de octubre | 19:00      |            |            |            |            |            |            |
| Club Tepatitlán        | 3 - 2             | Irapuato                 | Gregorio "Tepa" Gómez                | 29 de octubre | 19:00      |            |            |            |            |            |            |
| La Piedad              | 1 - 3             | Toluca Premier           | Juan Nepomuceno López                | 29 de octubre | 20:00      |            |            |            |            |            |            |
| Necaxa Premier         | 3 - 1             | Morelia Premier          | Casa Club Necaxa                     | 30 de octubre | 11:00      |            |            |            |            |            |            |
| Grupo C                |                   |                          |                                      |               |            |            |            |            |            |            |            |
| Local                  | Resultado         | Visitante                | Estadio                              | Fecha         | Hora       |            |            |            |            |            |            |
| Chapulineros de Oaxaca | 1 - 1             | Cruz Azul Premier        | Benito Juárez                        | 28 de octubre | 19:00      |            |            |            |            |            |            |
| Inter Playa            | 4 - 1             | Sporting Canamy          | Mario Villanueva Madrid              | 28 de octubre | 20:00      |            |            |            |            |            |            |
| Puebla Premier         | 4 - 1             | UNAM Premier             | Unidad Deportiva Mario Vázquez Raña  | 29 de octubre | 10:00      |            |            |            |            |            |            |
| Real Cuautitlán        | 2 - 0             | Orizaba                  | Los Pinos                            | 29 de octubre | 12:00      |            |            |            |            |            |            |
| Veracruz Premier       | 4 - 1             | Politécnico              | Rafael Hernández Ochoa               | 29 de octubre | 17:00      |            |            |            |            |            |            |
| Tlaxcala               | 4 - 2             | Pioneros                 | Tlahuicole                           | 29 de octubre | 19:00      |            |            |            |            |            |            |
| América Premier        | 2 - 3             | Chiapas Premier          | Inst. Club América Cancha No. 2      | 30 de octubre | 10:00      |            |            |            |            |            |            |
| Athletic Club Morelos  | 0 - 1             | Ocelotes UNACH           | Centenario                           | 30 de octubre | 16:00      |            |            |            |            |            |            |

| Jornada 13               | Jornada 13        | Jornada 13            | Jornada 13                              | Jornada 13     | Jornada 13 | Jornada 13 | Jornada 13 | Jornada 13 | Jornada 13 | Jornada 13 | Jornada 13 |
| Grupo A                  | Grupo A           | Grupo A               | Grupo A                                 | Grupo A        | Grupo A    | Grupo A    | Grupo A    | Grupo A    | Grupo A    | Grupo A    | Grupo A    |
| Local                    | Resultado         | Visitante             | Estadio                                 | Fecha          | Hora       |            |            |            |            |            |            |
| ------------------------ | ----------------- | --------------------- | --------------------------------------- | -------------- | ---------- | ---------- | ---------- | ---------- | ---------- | ---------- | ---------- |
| Guadalajara Premier      | 5 - 4             | Murciélagos "B"       | Verde Valle                             | 4 de noviembre | 16:00      |            |            |            |            |            |            |
| UACH                     | 3 - 3 (3 - 4) ppe | Tigres Premier        | Olímpico Universitario José Baeza       | 4 de noviembre | 19:30      |            |            |            |            |            |            |
| Durango                  | 1 - 3             | Monterrey Premier     | Francisco Zarco                         | 4 de noviembre | 20:30      |            |            |            |            |            |            |
| Mineros de Zacatecas "B" | 2 - 2 (3 - 5) ppe | Tijuana Premier       | Francisco Villa                         | 5 de noviembre | 11:00      |            |            |            |            |            |            |
| U de G "B"               | 1 - 1             | Santos Laguna Premier | Jalisco                                 | 5 de noviembre | 17:00      |            |            |            |            |            |            |
| Titanes de Saltillo      | 2 - 2 (6 - 7) ppe | Cimarrones "B"        | Olímpico Francisco I. Madero            | 5 de noviembre | 18:00      |            |            |            |            |            |            |
| Fresnillo                | 1 - 1             | Atlas Premier         | Unidad Deportiva Minera Fresnillo       | 5 de noviembre | 19:00      |            |            |            |            |            |            |
| Cuervos de Ensenada      | 0 - 3             | Reynosa               | Ciudad Deportiva                        | 6 de noviembre | 12:00      |            |            |            |            |            |            |
| Grupo B                  |                   |                       |                                         |                |            |            |            |            |            |            |            |
| Local                    | Resultado         | Visitante             | Estadio                                 | Fecha          | Hora       |            |            |            |            |            |            |
| León Premier             | 1 - 1             | Querétaro Premier     | Casa Club León                          | 4 de noviembre | 10:00      |            |            |            |            |            |            |
| Morelia Premier          | 3 - 0             | Real Zamora           | Morelos                                 | 4 de noviembre | 16:00      |            |            |            |            |            |            |
| A.E.M. Fútbol Club       | 2 - 5             | Club Tepatitlán       | Hugo Sánchez Márquez                    | 5 de noviembre | 16:00      |            |            |            |            |            |            |
| UAZ                      | 1 - 2             | La Piedad             | Francisco Villa                         | 5 de noviembre | 16:00      |            |            |            |            |            |            |
| Cachorros U. de G.       | 2 - 2 (4 - 2) ppe | Coras "B"             | Jalisco                                 | 5 de noviembre | 17:00      |            |            |            |            |            |            |
| Santos Soledad           | 4 - 1             | Necaxa Premier        | Plan de San Luis                        | 5 de noviembre | 19:00      |            |            |            |            |            |            |
| Cruz Azul Hidalgo        | 1 - 1             | Toluca Premier        | 10 de diciembre                         | 6 de noviembre | 12:00      |            |            |            |            |            |            |
| Irapuato                 | 4 - 0             | Pachuca Premier       | Sergio León Chávez                      | 6 de noviembre | 16:00      |            |            |            |            |            |            |
| Grupo C                  |                   |                       |                                         |                |            |            |            |            |            |            |            |
| Local                    | Resultado         | Visitante             | Estadio                                 | Fecha          | Hora       |            |            |            |            |            |            |
| UNAM Premier             | 0 - 1             | América Premier       | La Cantera                              | 4 de noviembre | 10:00      |            |            |            |            |            |            |
| Chiapas Premier          | 3 - 0             | Athletic Club Morelos | Víctor Manuel Reyna                     | 4 de noviembre | 10:00      |            |            |            |            |            |            |
| Ocelotes UNACH           | 2 - 1             | Real Cuautitlán       | Municipal de San Cristóbal de las Casas | 4 de noviembre | 19:00      |            |            |            |            |            |            |
| Cruz Azul Premier        | 0 - 1             | Orizaba               | 10 de diciembre                         | 5 de noviembre | 11:00      |            |            |            |            |            |            |
| Sporting Canamy          | 0 - 3             | Puebla Premier        | Valentín González                       | 5 de noviembre | 16:00      |            |            |            |            |            |            |
| Pioneros                 | 3 - 0             | Inter Playa           | Olímpico Andrés Quintana Roo            | 5 de noviembre | 16:00      |            |            |            |            |            |            |
| Politécnico              | 1 - 1             | Tlaxcala              | Olímpico de Oaxtepec                    | 5 de noviembre | 18:00      |            |            |            |            |            |            |
| Chapulineros de Oaxaca   | 0 - 0             | Veracruz Premier      | Benito Juárez                           | 6 de noviembre | 12:00      |            |            |            |            |            |            |

| Jornada 14               | Jornada 14        | Jornada 14             | Jornada 14                           | Jornada 14      | Jornada 14 | Jornada 14 | Jornada 14 | Jornada 14 | Jornada 14 | Jornada 14 | Jornada 14 |
| Grupo A                  | Grupo A           | Grupo A                | Grupo A                              | Grupo A         | Grupo A    | Grupo A    | Grupo A    | Grupo A    | Grupo A    | Grupo A    | Grupo A    |
| Local                    | Resultado         | Visitante              | Estadio                              | Fecha           | Hora       |            |            |            |            |            |            |
| ------------------------ | ----------------- | ---------------------- | ------------------------------------ | --------------- | ---------- | ---------- | ---------- | ---------- | ---------- | ---------- | ---------- |
| Tijuana Premier          | 3 - 0             | Guadalajara Premier    | Caliente                             | 11 de noviembre | 10:00      |            |            |            |            |            |            |
| Atlas Premier            | 3 - 0             | Titanes de Saltillo    | Alfredo "Pistache" Torres            | 11 de noviembre | 11:00      |            |            |            |            |            |            |
| Mineros de Zacatecas "B" | 1 - 0             | Reynosa                | Francisco Villa                      | 12 de noviembre | 11:00      |            |            |            |            |            |            |
| Santos Laguna Premier    | 1 - 0             | Durango                | TSM Cancha Externa No. 5             | 12 de noviembre | 11:00      |            |            |            |            |            |            |
| Tigres Premier           | 2 - 1             | Cuervos de Ensenada    | Instalaciones de Zuazua No. 2        | 12 de noviembre | 12:00      |            |            |            |            |            |            |
| Cimarrones "B"           | 0 - 0             | UACH                   | Héctor Espino González               | 12 de noviembre | 18:00      |            |            |            |            |            |            |
| Murciélagos "B"          | 2 - 1             | U de G "B"             | Coloso del Dique                     | 12 de noviembre | 21:00      |            |            |            |            |            |            |
| Monterrey Premier        | 5 - 2             | Fresnillo              | El Barrial                           | 13 de noviembre | 10:00      |            |            |            |            |            |            |
| Grupo B                  |                   |                        |                                      |                 |            |            |            |            |            |            |            |
| Local                    | Resultado         | Visitante              | Estadio                              | Fecha           | Hora       |            |            |            |            |            |            |
| Querétaro Premier        | 4 - 1             | Irapuato               | la Corregidora                       | 11 de noviembre | 12:00      |            |            |            |            |            |            |
| Pachuca Premier          | 0 - 0             | A.E.M. Fútbol Club     | Instalaciones Universidad del Fútbol | 11 de noviembre | 12:00      |            |            |            |            |            |            |
| Toluca Premier           | 3 - 0             | UAZ                    | Instalaciones de Metepec             | 12 de noviembre | 10:00      |            |            |            |            |            |            |
| Real Zamora              | 1 - 3             | Santos Soledad         | Zamora                               | 12 de noviembre | 15:00      |            |            |            |            |            |            |
| Club Tepatitlán          | 1 - 2             | Morelia Premier        | Gregorio "Tepa" Gómez                | 12 de noviembre | 16:00      |            |            |            |            |            |            |
| Coras "B"                | 1 - 0             | León Premier           | Arena Cora                           | 12 de noviembre | 19:00      |            |            |            |            |            |            |
| La Piedad                | 1 - 2             | Cachorros U. de G.     | Juan Nepomuceno López                | 12 de noviembre | 20:00      |            |            |            |            |            |            |
| Cruz Azul Hidalgo        | 0 - 1             | Necaxa Premier         | Estadio 10 de diciembre              | 13 de noviembre | 12:00      |            |            |            |            |            |            |
| Grupo C                  |                   |                        |                                      |                 |            |            |            |            |            |            |            |
| Local                    | Resultado         | Visitante              | Estadio                              | Fecha           | Hora       |            |            |            |            |            |            |
| América Premier          | 3 - 1             | Sporting Canamy        | Inst. Club América Cancha No. 2      | 11 de noviembre | 11:00      |            |            |            |            |            |            |
| Inter Playa              | 2 - 0             | Politécnico            | Mario Villanueva Madrid              | 11 de noviembre | 20:00      |            |            |            |            |            |            |
| Cruz Azul Premier        | 0 - 0             | Veracruz Premier       | 10 de diciembre                      | 12 de noviembre | 11:00      |            |            |            |            |            |            |
| Real Cuautitlán          | 2 - 1             | Chiapas Premier        | Los Pinos                            | 12 de noviembre | 12:00      |            |            |            |            |            |            |
| Orizaba                  | 1 - 0             | Ocelotes UNACH         | Socum                                | 12 de noviembre | 12:00      |            |            |            |            |            |            |
| Puebla Premier           | 2 - 2 (5 - 6) ppe | Pioneros               | Unidad Deportiva Mario Vázquez Raña  | 12 de noviembre | 15:00      |            |            |            |            |            |            |
| Tlaxcala                 | 2 - 1             | Chapulineros de Oaxaca | Tlahuicole                           | 12 de noviembre | 18:00      |            |            |            |            |            |            |
| Athletic Club Morelos    | 3 - 2             | UNAM Premier           | Centenario                           | 13 de noviembre | 15:00      |            |            |            |            |            |            |

| Jornada 15             | Jornada 15 | Jornada 15              | Jornada 15                              | Jornada 15      | Jornada 15 | Jornada 15 | Jornada 15 | Jornada 15 | Jornada 15 | Jornada 15 |
| Grupo A                | Grupo A    | Grupo A                 | Grupo A                                 | Grupo A         | Grupo A    | Grupo A    | Grupo A    | Grupo A    | Grupo A    | Grupo A    |
| Local                  | Resultado  | Visitante               | Estadio                                 | Fecha           | Hora       |            |            |            |            |            |
| ---------------------- | ---------- | ----------------------- | --------------------------------------- | --------------- | ---------- | ---------- | ---------- | ---------- | ---------- | ---------- |
| Guadalajara Premier    | 6 - 1      | Mineros de Zacatecas"B" | Verde Valle                             | 18 de noviembre | 15:30      |            |            |            |            |            |
| UACH                   | 4 - 2      | Atlas Premier           | Olímpico Universitario José Baeza       | 18 de noviembre | 19:30      |            |            |            |            |            |
| Alacranes Durango      | 2 - 1      | Murciélagos "B"         | Francisco Zarco                         | 18 de noviembre | 20:30      |            |            |            |            |            |
| U de G "B"             | 0 - 2      | Tijuana Premier         | Jalisco                                 | 19 de noviembre | 16:00      |            |            |            |            |            |
| Titanes de Saltillo    | 0 - 4      | Monterrey Premier       | Olímpico Francisco I. Madero            | 19 de noviembre | 18:00      |            |            |            |            |            |
| Fresnillo              | 5 - 0      | Santos Premier          | Unidad Deportiva Minera Fresnillo       | 19 de noviembre | 19:00      |            |            |            |            |            |
| Reynosa                | 0 - 2      | Tigres Premier          | Reynosa                                 | 19 de noviembre | 17:45      |            |            |            |            |            |
| Cuervos de Ensenada    | 1 - 1      | Cimarrones "B"          | Ciudad Deportiva                        | 20 de noviembre | 12:00      |            |            |            |            |            |
| Grupo B                |            |                         |                                         |                 |            |            |            |            |            |            |
| Local                  | Resultado  | Visitante               | Estadio                                 | Fecha           | Hora       |            |            |            |            |            |
| León Premier           | 2 - 2      | La Piedad               | Juan N. López                           | 18 de noviembre | 10:00      |            |            |            |            |            |
| Morelia Premier        | 3 - 1      | Pachuca Premier         | Cancha Anexa del Morelos                | 18 de noviembre | 15:30      |            |            |            |            |            |
| A.E.M. Fútbol Club     | 0 - 0      | Querétaro Premier       | Hugo Sánchez Márquez                    | 19 de noviembre | 15:00      |            |            |            |            |            |
| UAZ                    | 4 - 1      | Cruz Azul Hidalgo       | Francisco Villa                         | 19 de noviembre | 16:00      |            |            |            |            |            |
| Cachorros U. de G.     | 3 - 1      | Toluca Premier          | Gregorio "Tepa" Gómez                   | 19 de noviembre | 16:00      |            |            |            |            |            |
| Santos Soledad         | 3 - 2      | Club Tepatitlán         | Plan de San Luis                        | 19 de noviembre | 19:00      |            |            |            |            |            |
| Necaxa Premier         | 3 - 1      | Real Zamora             | Casa Club Necaxa                        | 20 de noviembre | 11:00      |            |            |            |            |            |
| Irapuato               | 5 - 4      | Coras "B"               | Sergio León Chávez                      | 20 de noviembre | 15:00      |            |            |            |            |            |
| Grupo C                |            |                         |                                         |                 |            |            |            |            |            |            |
| Local                  | Resultado  | Visitante               | Estadio                                 | Fecha           | Hora       |            |            |            |            |            |
| UNAM Premier           | 0 - 0      | Real Cuautitlán         | La Cantera                              | 18 de noviembre | 10:00      |            |            |            |            |            |
| Chiapas Premier        | 1 - 2      | Orizaba                 | Víctor Manuel Reyna                     | 18 de noviembre | 10:00      |            |            |            |            |            |
| Chapulineros de Oaxaca | 3 - 0      | Inter Playa             | Tecnológico de Oaxaca                   | 18 de noviembre | 19:00      |            |            |            |            |            |
| Ocelotes UNACH         | 0 - 1      | Cruz Azul Premier       | Municipal de San Cristóbal de las Casas | 18 de noviembre | 19:00      |            |            |            |            |            |
| Sporting Canamy        | 3 - 2      | Athletic Club Morelos   | Valentín González                       | 19 de noviembre | 15:00      |            |            |            |            |            |
| Pioneros               | 3 - 1      | América Premier         | Olímpico Andrés Quintana Roo            | 19 de noviembre | 15:00      |            |            |            |            |            |
| Politécnico            | 3 - 1      | Puebla Premier          | Olímpico de Oaxtepec                    | 19 de noviembre | 16:00      |            |            |            |            |            |
| Veracruz Premier       | 0 - 1      | Tlaxcala                | Rafael Hernández Ochoa                  | 19 de noviembre | 16:00      |            |            |            |            |            |

## Tabla general De Clasificación -COCIENTES-
| Pos. | Equipo                         | Pts. | PJ | G  | E | P  | GF | GC | Dif. | Clasificación        |
| ---- | ------------------------------ | ---- | -- | -- | - | -- | -- | -- | ---- | -------------------- |
| 1    | Pioneros de Cancún             | 41   | 15 | 12 | 2 | 1  | 39 | 11 | +28  | Liguilla de filiales |
| 2    | Monterrey Premier              | 38   | 15 | 10 | 4 | 1  | 37 | 14 | +23  | Liguilla de filiales |
| 3    | Guadalajara Premier            | 35   | 15 | 10 | 2 | 3  | 27 | 15 | +12  | Liguilla de filiales |
| 4    | Club Tepatitlán                | 32   | 15 | 9  | 3 | 3  | 32 | 17 | +15  | Liguilla de ascenso  |
| 5    | Tlaxcala F.C.                  | 32   | 15 | 9  | 4 | 2  | 30 | 15 | +15  | Liguilla de ascenso  |
| 6    | Morelia Premier                | 32   | 15 | 10 | 1 | 4  | 27 | 17 | +10  | Liguilla de filiales |
| 7    | Orizaba                        | 32   | 15 | 10 | 2 | 3  | 24 | 20 | +4   | Liguilla de ascenso  |
| 8    | Chapulineros de Oaxaca         | 31   | 15 | 8  | 5 | 2  | 23 | 10 | +13  |                      |
| 9    | Tigres Premier                 | 30   | 15 | 7  | 5 | 3  | 25 | 18 | +7   | Liguilla de filiales |
| 10   | Tijuana Premier                | 30   | 15 | 8  | 3 | 4  | 21 | 15 | +6   | Liguilla de filiales |
| 11   | Reynosa F.C.                   | 29   | 15 | 8  | 2 | 5  | 24 | 15 | +9   | Liguilla de ascenso  |
| 12   | Toluca Premier                 | 28   | 15 | 8  | 3 | 4  | 25 | 15 | +10  | Liguilla de filiales |
| 13   | Puebla Premier                 | 26   | 15 | 7  | 4 | 4  | 26 | 20 | +6   | Liguilla de filiales |
| 14   | Santos de Soledad              | 26   | 15 | 7  | 4 | 4  | 24 | 18 | +6   | Liguilla de ascenso  |
| 15   | Irapuato                       | 25   | 15 | 7  | 3 | 5  | 26 | 21 | +5   | Liguilla de ascenso  |
| 16   | Cuervos de Ensenada            | 25   | 15 | 6  | 5 | 4  | 23 | 20 | +3   | Liguilla de ascenso  |
| 17   | Cachorros U. de G.             | 25   | 15 | 6  | 5 | 4  | 22 | 19 | +3   |                      |
| 18   | Mineros de Zacatecas "B"       | 24   | 15 | 6  | 4 | 5  | 24 | 20 | +4   |                      |
| 19   | A.E.M. Fútbol Club             | 23   | 15 | 6  | 5 | 4  | 19 | 13 | +6   |                      |
| 20   | Querétaro Premier              | 22   | 15 | 5  | 7 | 3  | 22 | 16 | +6   | Liguilla de filiales |
| 21   | Tuzos UAZ                      | 22   | 15 | 6  | 3 | 6  | 24 | 23 | +1   |                      |
| 22   | Durango                        | 22   | 15 | 6  | 2 | 7  | 22 | 27 | −5   |                      |
| 23   | Real Cuautitlán                | 21   | 15 | 4  | 6 | 5  | 22 | 21 | +1   |                      |
| 24   | Inter Playa                    | 21   | 15 | 6  | 2 | 7  | 23 | 23 | 0    |                      |
| 25   | Dorados UACH                   | 21   | 15 | 5  | 6 | 4  | 18 | 20 | −2   |                      |
| 26   | Necaxa Premier                 | 21   | 15 | 6  | 2 | 7  | 21 | 26 | −5   |                      |
| 27   | Atlas Premier                  | 21   | 15 | 6  | 2 | 7  | 20 | 26 | −6   |                      |
| 28   | Athletic Club Morelos          | 20   | 15 | 5  | 4 | 6  | 15 | 19 | −4   |                      |
| 29   | Santos Laguna Premier          | 19   | 15 | 5  | 4 | 6  | 17 | 25 | −8   |                      |
| 30   | Cruz Azul Premier              | 19   | 15 | 4  | 6 | 5  | 11 | 14 | −3   |                      |
| 31   | León Premier                   | 19   | 15 | 4  | 6 | 5  | 20 | 23 | −3   |                      |
| 32   | Universidad de Guadalajara "B" | 18   | 15 | 4  | 4 | 7  | 23 | 22 | +1   |                      |
| 33   | América Premier                | 18   | 15 | 5  | 3 | 7  | 20 | 21 | −1   |                      |
| 34   | Sporting Canamy                | 18   | 15 | 5  | 1 | 9  | 21 | 29 | −8   |                      |
| 35   | La Piedad                      | 18   | 15 | 4  | 4 | 7  | 16 | 24 | −8   |                      |
| 36   | Ocelotes UNACH                 | 18   | 15 | 5  | 2 | 8  | 12 | 20 | −8   |                      |
| 37   | Coras de Tepic "B"             | 18   | 15 | 5  | 3 | 7  | 15 | 24 | −9   |                      |
| 38   | UNAM Premier                   | 17   | 15 | 4  | 4 | 7  | 19 | 26 | −7   |                      |
| 39   | Real Zamora                    | 16   | 15 | 4  | 4 | 7  | 17 | 24 | −7   |                      |
| 40   | Mineros de Fresnillo           | 15   | 15 | 4  | 3 | 8  | 18 | 23 | −5   |                      |
| 41   | Murciélagos "B"                | 15   | 15 | 4  | 2 | 9  | 21 | 28 | −7   |                      |
| 42   | Veracruz Premier               | 14   | 15 | 3  | 5 | 7  | 17 | 17 | 0    |                      |
| 43   | Cimarrones de Guaymas          | 14   | 15 | 3  | 4 | 8  | 21 | 28 | −7   |                      |
| 44   | Chiapas Premier                | 11   | 15 | 3  | 2 | 10 | 17 | 35 | −18  |                      |
| 45   | Politécnico                    | 10   | 15 | 2  | 4 | 9  | 15 | 33 | −18  |                      |
| 46   | Cruz Azul Hidalgo              | 8    | 15 | 1  | 4 | 10 | 14 | 27 | −13  |                      |
| 47   | Pachuca Premier                | 8    | 15 | 1  | 5 | 9  | 9  | 26 | −17  |                      |
| 48   | Titanes de Saltillo            | 4    | 15 | 0  | 4 | 11 | 10 | 35 | −25  |                      |

 Fuente: SoccerWay

## Tabla Clasificación Por Grupos

### Grupo 1
| Pos. | Equipo                         | Pts. | PJ | G  | E | P  | GF | GC | Dif. | Clasificación        |
| ---- | ------------------------------ | ---- | -- | -- | - | -- | -- | -- | ---- | -------------------- |
| 1    | Monterrey Premier              | 38   | 15 | 10 | 4 | 1  | 37 | 14 | +23  | Liguilla de filiales |
| 2    | Guadalajara Premier            | 35   | 15 | 10 | 2 | 3  | 27 | 15 | +12  | Liguilla de filiales |
| 3    | Tigres Premier                 | 30   | 15 | 7  | 5 | 3  | 25 | 18 | +7   | Liguilla de filiales |
| 4    | Tijuana Premier                | 30   | 15 | 8  | 3 | 4  | 21 | 15 | +6   | Liguilla de filiales |
| 5    | Reynosa F.C.                   | 29   | 15 | 8  | 2 | 5  | 24 | 15 | +9   | Liguilla de ascenso  |
| 6    | Cuervos de Ensenada            | 25   | 15 | 6  | 5 | 4  | 23 | 20 | +3   | Liguilla de ascenso  |
| 7    | Mineros de Zacatecas "B"       | 24   | 15 | 6  | 4 | 5  | 24 | 20 | +4   |                      |
| 8    | Durango                        | 22   | 15 | 6  | 2 | 7  | 22 | 27 | −5   |                      |
| 9    | Dorados UACH                   | 21   | 15 | 5  | 6 | 4  | 18 | 20 | −2   |                      |
| 10   | Atlas Premier                  | 21   | 15 | 6  | 2 | 7  | 20 | 26 | −6   |                      |
| 11   | Santos Laguna Premier          | 19   | 15 | 5  | 4 | 6  | 17 | 25 | −8   |                      |
| 12   | Universidad de Guadalajara "B" | 18   | 15 | 4  | 4 | 7  | 23 | 22 | +1   |                      |
| 13   | Mineros de Fresnillo           | 15   | 15 | 4  | 3 | 8  | 18 | 23 | −5   |                      |
| 14   | Murciélagos "B"                | 15   | 15 | 4  | 2 | 9  | 21 | 28 | −7   |                      |
| 15   | Cimarrones de Guaymas          | 14   | 15 | 3  | 4 | 8  | 21 | 28 | −7   |                      |
| 16   | Titanes de Saltillo            | 4    | 15 | 0  | 4 | 11 | 10 | 35 | −25  |                      |

 Fuente: SoccerWay

### Grupo 2
| Pos. | Equipo             | Pts. | PJ | G  | E | P  | GF | GC | Dif. | Clasificación        |
| ---- | ------------------ | ---- | -- | -- | - | -- | -- | -- | ---- | -------------------- |
| 1    | Club Tepatitlán    | 32   | 15 | 9  | 3 | 3  | 32 | 17 | +15  | Liguilla de ascenso  |
| 2    | Morelia Premier    | 32   | 15 | 10 | 1 | 4  | 27 | 17 | +10  | Liguilla de filiales |
| 3    | Toluca Premier     | 28   | 15 | 8  | 3 | 4  | 25 | 15 | +10  | Liguilla de filiales |
| 4    | Santos de Soledad  | 26   | 15 | 7  | 4 | 4  | 24 | 18 | +6   | Liguilla de ascenso  |
| 5    | Irapuato           | 25   | 15 | 7  | 3 | 5  | 26 | 21 | +5   | Liguilla de ascenso  |
| 6    | Cachorros U. de G. | 25   | 15 | 6  | 5 | 4  | 22 | 19 | +3   |                      |
| 7    | A.E.M. Fútbol Club | 23   | 15 | 6  | 5 | 4  | 19 | 13 | +6   |                      |
| 8    | Querétaro Premier  | 22   | 15 | 5  | 7 | 3  | 22 | 16 | +6   | Liguilla de filiales |
| 9    | Tuzos UAZ          | 22   | 15 | 6  | 3 | 6  | 24 | 23 | +1   |                      |
| 10   | Necaxa Premier     | 21   | 15 | 6  | 2 | 7  | 21 | 26 | −5   |                      |
| 11   | León Premier       | 19   | 15 | 4  | 6 | 5  | 20 | 23 | −3   |                      |
| 12   | La Piedad          | 18   | 15 | 4  | 4 | 7  | 16 | 24 | −8   |                      |
| 13   | Coras de Tepic "B" | 18   | 15 | 5  | 3 | 7  | 15 | 24 | −9   |                      |
| 14   | Real Zamora        | 16   | 15 | 4  | 4 | 7  | 17 | 24 | −7   |                      |
| 15   | Cruz Azul Hidalgo  | 8    | 15 | 1  | 4 | 10 | 14 | 27 | −13  |                      |
| 16   | Pachuca Premier    | 8    | 15 | 1  | 5 | 9  | 9  | 26 | −17  |                      |

 Fuente: SoccerWay

### Grupo 3
| Pos. | Equipo                 | Pts. | PJ | G  | E | P  | GF | GC | Dif. | Clasificación        |
| ---- | ---------------------- | ---- | -- | -- | - | -- | -- | -- | ---- | -------------------- |
| 1    | Pioneros de Cancún     | 41   | 15 | 12 | 2 | 1  | 39 | 11 | +28  | Liguilla de ascenso  |
| 2    | Tlaxcala F.C.          | 32   | 15 | 9  | 4 | 2  | 30 | 15 | +15  | Liguilla de ascenso  |
| 3    | Orizaba                | 32   | 15 | 10 | 2 | 3  | 24 | 20 | +4   | Liguilla de ascenso  |
| 4    | Chapulineros de Oaxaca | 31   | 15 | 8  | 5 | 2  | 23 | 10 | +13  |                      |
| 5    | Puebla Premier         | 26   | 15 | 7  | 4 | 4  | 26 | 20 | +6   | Liguilla de filiales |
| 6    | Real Cuautitlán        | 21   | 15 | 4  | 6 | 5  | 22 | 21 | +1   |                      |
| 7    | Inter Playa            | 21   | 15 | 6  | 2 | 7  | 23 | 23 | 0    |                      |
| 8    | Athletic Club Morelos  | 20   | 15 | 5  | 4 | 6  | 15 | 19 | −4   |                      |
| 9    | Cruz Azul Premier      | 19   | 15 | 4  | 6 | 5  | 11 | 14 | −3   |                      |
| 10   | América Premier        | 18   | 15 | 5  | 3 | 7  | 20 | 21 | −1   |                      |
| 11   | Sporting Canamy        | 18   | 15 | 5  | 1 | 9  | 21 | 29 | −8   |                      |
| 12   | Ocelotes UNACH         | 18   | 15 | 5  | 2 | 8  | 12 | 20 | −8   |                      |
| 13   | UNAM Premier           | 17   | 15 | 4  | 4 | 7  | 19 | 26 | −7   |                      |
| 14   | Veracruz Premier       | 14   | 15 | 3  | 5 | 7  | 17 | 17 | 0    |                      |
| 15   | Chiapas Premier        | 11   | 15 | 3  | 2 | 10 | 17 | 35 | −18  |                      |
| 16   | Politécnico            | 10   | 15 | 2  | 4 | 9  | 15 | 33 | −18  |                      |

 Fuente: SoccerWay

## Liguilla
|  | Cuartos de final                                   | Cuartos de final                                   | Cuartos de final                                   | Cuartos de final                                   |   |          | Semifinales                                   | Semifinales                                   | Semifinales                                   | Semifinales                                   |  |          | Final                                          | Final                                          | Final                                          | Final                                          |  |
|  | 26 y 27 de noviembre (ida) 3 de diciembre (vuelta) | 26 y 27 de noviembre (ida) 3 de diciembre (vuelta) | 26 y 27 de noviembre (ida) 3 de diciembre (vuelta) | 26 y 27 de noviembre (ida) 3 de diciembre (vuelta) |   |          | 7 de diciembre (ida) 10 de diciembre (vuelta) | 7 de diciembre (ida) 10 de diciembre (vuelta) | 7 de diciembre (ida) 10 de diciembre (vuelta) | 7 de diciembre (ida) 10 de diciembre (vuelta) |  |          | 14 de diciembre (ida) 17 de diciembre (vuelta) | 14 de diciembre (ida) 17 de diciembre (vuelta) | 14 de diciembre (ida) 17 de diciembre (vuelta) | 14 de diciembre (ida) 17 de diciembre (vuelta) |  |
|  |                                                    |                                                    |                                                    |                                                    |   |          |                                               |                                               |                                               |                                               |  |          |                                                |                                                |                                                |                                                |  |
|  |                                                    |                                                    |                                                    |                                                    |   |          |                                               |                                               |                                               |                                               |  |          |                                                |                                                |                                                |                                                |  |
|  | 1                                                  | Tlaxcala                                           | 1                                                  | 2                                                  |   |          |                                               |                                               |                                               |                                               |  |          |                                                |                                                |                                                |                                                |  |
|  | 1                                                  | Tlaxcala                                           | 1                                                  | 2                                                  |   |          |                                               |                                               |                                               |                                               |  |          |                                                |                                                |                                                |                                                |  |
|  | 8                                                  | Santos                                             | 0                                                  | 0                                                  |   |          |                                               |                                               |                                               |                                               |  |          |                                                |                                                |                                                |                                                |  |
|  | 8                                                  | Santos                                             | 0                                                  | 0                                                  |   | Tlaxcala | Tlaxcala                                      | 0                                             | 4                                             |                                               |  |          |                                                |                                                |                                                |                                                |  |
|  |                                                    |                                                    |                                                    |                                                    |   | Tlaxcala | Tlaxcala                                      | 0                                             | 4                                             |                                               |  |          |                                                |                                                |                                                |                                                |  |
|  |                                                    |                                                    | Cuervos JAP                                        | Cuervos JAP                                        | 0 | 0        |                                               |                                               |                                               |                                               |  |          |                                                |                                                |                                                |                                                |  |
|  | 5                                                  | Pioneros                                           | Cuervos JAP                                        | Cuervos JAP                                        | 0 | 0        | 0                                             | 2                                             |                                               |                                               |  |          |                                                |                                                |                                                |                                                |  |
|  | 5                                                  | Pioneros                                           |                                                    |                                                    |   |          |                                               |                                               |                                               |                                               |  |          |                                                |                                                |                                                |                                                |  |
|  | 4                                                  | Cuervos JAP                                        | 0                                                  | 2                                                  |   |          |                                               |                                               |                                               |                                               |  |          |                                                |                                                |                                                |                                                |  |
|  | 4                                                  | Cuervos JAP                                        | 0                                                  | 2                                                  |   |          |                                               |                                               |                                               |                                               |  | Tlaxcala | Tlaxcala                                       | 3                                              | 2(4)                                           |                                                |  |
|  |                                                    |                                                    |                                                    |                                                    |   |          |                                               |                                               |                                               |                                               |  | Tlaxcala | Tlaxcala                                       | 3                                              | 2(4)                                           |                                                |  |
|  |                                                    |                                                    | Irapuato                                           | Irapuato                                           | 3 | 2(2)     |                                               |                                               |                                               |                                               |  |          |                                                |                                                |                                                |                                                |  |
|  | 3                                                  | Orizaba                                            | Irapuato                                           | Irapuato                                           | 3 | 2(2)     | 2                                             | 0                                             |                                               |                                               |  |          |                                                |                                                |                                                |                                                |  |
|  | 3                                                  | Orizaba                                            |                                                    |                                                    |   |          |                                               |                                               |                                               |                                               |  |          |                                                |                                                |                                                |                                                |  |
|  | 6                                                  | Reynosa                                            | 1                                                  | 0                                                  |   |          |                                               |                                               |                                               |                                               |  |          |                                                |                                                |                                                |                                                |  |
|  | 6                                                  | Reynosa                                            | 1                                                  | 0                                                  |   | Orizaba  | Orizaba                                       | 2                                             | 0                                             |                                               |  |          |                                                |                                                |                                                |                                                |  |
|  |                                                    |                                                    |                                                    |                                                    |   | Orizaba  | Orizaba                                       | 2                                             | 0                                             |                                               |  |          |                                                |                                                |                                                |                                                |  |
|  |                                                    |                                                    | Irapuato                                           | Irapuato                                           | 3 | 0        |                                               |                                               |                                               |                                               |  |          |                                                |                                                |                                                |                                                |  |
|  | 7                                                  | Tepatitlán                                         | Irapuato                                           | Irapuato                                           | 3 | 0        | 1                                             | 3                                             |                                               |                                               |  |          |                                                |                                                |                                                |                                                |  |
|  | 7                                                  | Tepatitlán                                         |                                                    |                                                    |   |          |                                               |                                               |                                               |                                               |  |          |                                                |                                                |                                                |                                                |  |
|  | 2                                                  | Irapuato                                           | 1                                                  | 5                                                  |   |          |                                               |                                               |                                               |                                               |  |          |                                                |                                                |                                                |                                                |  |
|  | 2                                                  | Irapuato                                           | 1                                                  | 5                                                  |   |          |                                               |                                               |                                               |                                               |  |          |                                                |                                                |                                                |                                                |  |
|  |                                                    |                                                    |                                                    |                                                    |   |          |                                               |                                               |                                               |                                               |  |          |                                                |                                                |                                                |                                                |  |

- Campeón clasifica a la Final de Ascenso

### Cuartos de final
| 26 de noviembre, 19:00 | Santos | 0:1     | Tlaxcala         | Estadio Plan de San Luis, San Luis Potosí |                              |
|                        |        | Reporte | F. Santillán 33' | Asistencia: 550 espectadores              | Asistencia: 550 espectadores |

| 3 de diciembre, 18:00                                     | Tlaxcala                      | 2:0     | Santos | Estadio Tlahuicole, Tlaxcala   |                                |
|                                                           | V. Mañón 41' · L. Morales 82' | Reporte |        | Asistencia: 4 725 espectadores | Asistencia: 4 725 espectadores |
| Con marcador global de 3-0, Tlaxcala avanza a semifinales |                               |         |        |                                |                                |

| 27 de noviembre, 12:00 | Cuervos JAP | 0:0     | Pioneros | Estadio Municipal de Ensenada, Ensenada |                                |
|                        |             | Reporte |          | Asistencia: 1 000 espectadores          | Asistencia: 1 000 espectadores |

| 3 de diciembre, 15:00                                                                             | Pioneros                             | 2:2     | Cuervos JAP                  | Estadio Andrés Quintana Roo, Cancún |                                |
|                                                                                                   | L. Echeverría 50' · J. Rodríguez 63' | Reporte | A. Soria 45' · O. Torres 78' | Asistencia: 4 000 espectadores      | Asistencia: 4 000 espectadores |
| Pese a empatar 2-2 en el marcador global, Cuervos JAP avanza a semifinales por goles de visitante |                                      |         |                              |                                     |                                |

| 26 de noviembre, 19:45 | Reynosa      | 1:2     | Orizaba                       | Unidad Deportiva Solidaridad, Reynosa |                                |
|                        | A. Muñóz 59' | Reporte | M. Velasco 23' · I. Manzo 45' | Asistencia: 5 000 espectadores        | Asistencia: 5 000 espectadores |

| 3 de diciembre, 12:00                                    | Orizaba | 0:0     | Reynosa | Estadio Socum, Orizaba         |                                |
|                                                          |         | Reporte |         | Asistencia: 6 000 espectadores | Asistencia: 6 000 espectadores |
| Con marcador global de 2-1, Orizaba avanza a semifinales |         |         |         |                                |                                |

| 27 de noviembre, 15:00 | Irapuato      | 1:1     | Tepatitlán       | Estadio Sergio León Chávez, Irapuato |                                |
|                        | K. Favela 72' | Reporte | H. Sifuentes 36' | Asistencia: 6 000 espectadores       | Asistencia: 6 000 espectadores |

| 3 de diciembre, 16:00                                     | Tepatitlán               | 3:5     | Irapuato                                           | Estadio Tepa Gómez, Tepatitlán |                                |
|                                                           | F. Martínez 9', 79', 83' | Reporte | E. Sosa 1' · L. Razo 3', 12', 68' · J. Estrada 39' | Asistencia: 7 000 espectadores | Asistencia: 7 000 espectadores |
| Con marcador global de 6-4, Irapuato avanza a semifinales |                          |         |                                                    |                                |                                |

### Semifinales
| 7 de diciembre, 12:00 | Cuervos JAP | 0:0     | Tlaxcala | Estadio Municipal de Ensenada, Ensenada |                                |
|                       |             | Reporte |          | Asistencia: 1 500 espectadores          | Asistencia: 1 500 espectadores |

| 10 de diciembre, 18:00                                 | Tlaxcala                                                      | 4:0     | Cuervos JAP | Estadio Tlahuicole, Tlaxcala   |                                |
|                                                        | V. Mañón 40' · L. Rodríguez 54' · J. Castro 66' · C. Díaz 80' | Reporte |             | Asistencia: 6 000 espectadores | Asistencia: 6 000 espectadores |
| Con marcador global de 4-0, Tlaxcala avanza a la final |                                                               |         |             |                                |                                |

| 7 de diciembre, 20:00 | Irapuato                             | 3:2     | Orizaba                        | Estadio Sergio León Chávez, Irapuato |                                 |
|                       | K. Favela 14', 29' · A. González 65' | Reporte | R. Holgado 80' · O. García 84' | Asistencia: 15 000 espectadores      | Asistencia: 15 000 espectadores |

| 10 de diciembre, 12:00                                 | Orizaba | 0:0     | Irapuato | Estadio Socum, Orizaba         |                                |
|                                                        |         | Reporte |          | Asistencia: 5 000 espectadores | Asistencia: 5 000 espectadores |
| Con marcador global de 3-2, Irapuato avanza a la final |         |         |          |                                |                                |

### Final
| 14 de diciembre, 20:00 | Irapuato                         | 3:3     | Tlaxcala                                | Estadio Sergio León Chávez, Irapuato |                                 |
|                        | L. Razo 67' · K. Favela 70', 91' | Reporte | A. Silva 38' (a.g.) · V. Mañón 10', 78' | Asistencia: 21 000 espectadores      | Asistencia: 21 000 espectadores |

| 17 de diciembre, 18:00 | Tlaxcala                              | 2:2 (4:2 pen.) | Irapuato         | Estadio Tlahuicole, Tlaxcala   |                                |
| | F. Santillán 35' · E. Sosa 71' (a.g.) | Reporte        | L. Razo 14', 69' | Asistencia: 7 000 espectadores | Asistencia: 7 000 espectadores |
| Pese a empatar 5-5 en el marcador global, Tlaxcala es campeón del Torneo Apertura 2016 de la Liga Premier de Ascenso tras ganar 4-2 en ronda de penales |                                       |                |                  |                                |                                |

| Campeón Apertura 2016 |
| --------------------- |
|                       |
| Tlaxcala              |
| 1° Título             |

#### Final - Ida
| 111   | POR   | Nicolás Sequeira |     |
| 85    | DEF   | José Estrada     | 45' |
| 92    | DEF   | Alexis Silva     |     |
| 93    | DEF   | Duvier Díaz      |     |
| 83    | MED   | Alfredo Vázquez  |     |
| 86    | MED   | Arnulfo González | 80' |
| 87    | MED   | Edson Gutiérrez  |     |
| 96    | MED   | Arturo Moreno    |     |
| 88    | DEL   | Luis Razo        |     |
| 91    | DEL   | Kevin Favela     |     |
| 97    | DEL   | Ernesto Sosa     | 66' |
| D. T. | D. T. | Luis Padilla     |     |

| 1     | POR   | Sebastián Fassi     |     |
| 3     | DEF   | Francisco Santillán |     |
| 13    | DEF   | Axel Villagrán      |     |
| 14    | DEF   | Arnold Ríos         |     |
| 15    | DEF   | Gabriel Báez        |     |
| 10    | MED   | Ángel Bautista      | 56' |
| 8     | MED   | Eder López          |     |
| 11    | MED   | Luis Morales        |     |
| 19    | MED   | Luis Rodríguez      | 80' |
| 17    | MED   | Josué Mercado       | 56' |
| 27    | DEL   | Víctor Mañón        |     |
| D. T. | D. T. | Silvio Rudman       |     |

| 89 | Delantero      | Juan López     | 45' |
| 90 | Centrocampista | José Guzmán    | 66' |
| 94 | Centrocampista | Jorge Almaguer | 80' |

| 7 | Centrocampista | Christian Díaz | 56' |
| 6 | Centrocampista | Marco Rojas    | 56' |
| 4 | Defensa        | José Villegas  | 80' |

| 67' · 70' · 91' | Luis Razo Kevin Favela | 1:2 2:2 3:3 |

| 10' · 38' · 78' | Víctor Mañón Alexis Silva (a.g.) Víctor Mañón | 0:1 0:2 2:3 |

| 77' · 90' | Arnulfo González Kevin Favela |

| 44' · 57' | Eder López Arnold Ríos |

| Principal  | ? |
| Asistentes | ? |
|            | ? |
| Cuarto     | ? |

|                    |   |   |
| Tiros              | - | - |
| Tiros a puerta     | - | - |
| Faltas             | - | - |
| Saques de esquina  | - | - |
| Penaltis           | - | - |
| Fueras de juego    | - | - |
| Posesión del balón | % | % |

|  |

| 111   | POR   | Nicolás Sequeira |     |
| 85    | DEF   | José Estrada     | 45' |
| 92    | DEF   | Alexis Silva     |     |
| 93    | DEF   | Duvier Díaz      |     |
| 83    | MED   | Alfredo Vázquez  |     |
| 86    | MED   | Arnulfo González | 80' |
| 87    | MED   | Edson Gutiérrez  |     |
| 96    | MED   | Arturo Moreno    |     |
| 88    | DEL   | Luis Razo        |     |
| 91    | DEL   | Kevin Favela     |     |
| 97    | DEL   | Ernesto Sosa     | 66' |
| D. T. | D. T. | Luis Padilla     |     |

| 1     | POR   | Sebastián Fassi     |     |
| 3     | DEF   | Francisco Santillán |     |
| 13    | DEF   | Axel Villagrán      |     |
| 14    | DEF   | Arnold Ríos         |     |
| 15    | DEF   | Gabriel Báez        |     |
| 10    | MED   | Ángel Bautista      | 56' |
| 8     | MED   | Eder López          |     |
| 11    | MED   | Luis Morales        |     |
| 19    | MED   | Luis Rodríguez      | 80' |
| 17    | MED   | Josué Mercado       | 56' |
| 27    | DEL   | Víctor Mañón        |     |
| D. T. | D. T. | Silvio Rudman       |     |

| 89 | Delantero      | Juan López     | 45' |
| 90 | Centrocampista | José Guzmán    | 66' |
| 94 | Centrocampista | Jorge Almaguer | 80' |

| 7 | Centrocampista | Christian Díaz | 56' |
| 6 | Centrocampista | Marco Rojas    | 56' |
| 4 | Defensa        | José Villegas  | 80' |

| 67' · 70' · 91' | Luis Razo Kevin Favela | 1:2 2:2 3:3 |

| 10' · 38' · 78' | Víctor Mañón Alexis Silva (a.g.) Víctor Mañón | 0:1 0:2 2:3 |

| 77' · 90' | Arnulfo González Kevin Favela |

| 44' · 57' | Eder López Arnold Ríos |

| Principal  | ? |
| Asistentes | ? |
|            | ? |
| Cuarto     | ? |

|                    |   |   |
| Tiros              | - | - |
| Tiros a puerta     | - | - |
| Faltas             | - | - |
| Saques de esquina  | - | - |
| Penaltis           | - | - |
| Fueras de juego    | - | - |
| Posesión del balón | % | % |

|  |

| 111   | POR   | Nicolás Sequeira |     |
| 85    | DEF   | José Estrada     | 45' |
| 92    | DEF   | Alexis Silva     |     |
| 93    | DEF   | Duvier Díaz      |     |
| 83    | MED   | Alfredo Vázquez  |     |
| 86    | MED   | Arnulfo González | 80' |
| 87    | MED   | Edson Gutiérrez  |     |
| 96    | MED   | Arturo Moreno    |     |
| 88    | DEL   | Luis Razo        |     |
| 91    | DEL   | Kevin Favela     |     |
| 97    | DEL   | Ernesto Sosa     | 66' |
| D. T. | D. T. | Luis Padilla     |     |

| 1     | POR   | Sebastián Fassi     |     |
| 3     | DEF   | Francisco Santillán |     |
| 13    | DEF   | Axel Villagrán      |     |
| 14    | DEF   | Arnold Ríos         |     |
| 15    | DEF   | Gabriel Báez        |     |
| 10    | MED   | Ángel Bautista      | 56' |
| 8     | MED   | Eder López          |     |
| 11    | MED   | Luis Morales        |     |
| 19    | MED   | Luis Rodríguez      | 80' |
| 17    | MED   | Josué Mercado       | 56' |
| 27    | DEL   | Víctor Mañón        |     |
| D. T. | D. T. | Silvio Rudman       |     |

| 89 | Delantero      | Juan López     | 45' |
| 90 | Centrocampista | José Guzmán    | 66' |
| 94 | Centrocampista | Jorge Almaguer | 80' |

| 7 | Centrocampista | Christian Díaz | 56' |
| 6 | Centrocampista | Marco Rojas    | 56' |
| 4 | Defensa        | José Villegas  | 80' |

| 67' · 70' · 91' | Luis Razo Kevin Favela | 1:2 2:2 3:3 |

| 10' · 38' · 78' | Víctor Mañón Alexis Silva (a.g.) Víctor Mañón | 0:1 0:2 2:3 |

| 77' · 90' | Arnulfo González Kevin Favela |

| 44' · 57' | Eder López Arnold Ríos |

| Principal  | ? |
| Asistentes | ? |
|            | ? |
| Cuarto     | ? |

|                    |   |   |
| Tiros              | - | - |
| Tiros a puerta     | - | - |
| Faltas             | - | - |
| Saques de esquina  | - | - |
| Penaltis           | - | - |
| Fueras de juego    | - | - |
| Posesión del balón | % | % |

|  |

| 111   | POR   | Nicolás Sequeira |     |
| 85    | DEF   | José Estrada     | 45' |
| 92    | DEF   | Alexis Silva     |     |
| 93    | DEF   | Duvier Díaz      |     |
| 83    | MED   | Alfredo Vázquez  |     |
| 86    | MED   | Arnulfo González | 80' |
| 87    | MED   | Edson Gutiérrez  |     |
| 96    | MED   | Arturo Moreno    |     |
| 88    | DEL   | Luis Razo        |     |
| 91    | DEL   | Kevin Favela     |     |
| 97    | DEL   | Ernesto Sosa     | 66' |
| D. T. | D. T. | Luis Padilla     |     |

| 1     | POR   | Sebastián Fassi     |     |
| 3     | DEF   | Francisco Santillán |     |
| 13    | DEF   | Axel Villagrán      |     |
| 14    | DEF   | Arnold Ríos         |     |
| 15    | DEF   | Gabriel Báez        |     |
| 10    | MED   | Ángel Bautista      | 56' |
| 8     | MED   | Eder López          |     |
| 11    | MED   | Luis Morales        |     |
| 19    | MED   | Luis Rodríguez      | 80' |
| 17    | MED   | Josué Mercado       | 56' |
| 27    | DEL   | Víctor Mañón        |     |
| D. T. | D. T. | Silvio Rudman       |     |

| 89 | Delantero      | Juan López     | 45' |
| 90 | Centrocampista | José Guzmán    | 66' |
| 94 | Centrocampista | Jorge Almaguer | 80' |

| 7 | Centrocampista | Christian Díaz | 56' |
| 6 | Centrocampista | Marco Rojas    | 56' |
| 4 | Defensa        | José Villegas  | 80' |

| 67' · 70' · 91' | Luis Razo Kevin Favela | 1:2 2:2 3:3 |

| 10' · 38' · 78' | Víctor Mañón Alexis Silva (a.g.) Víctor Mañón | 0:1 0:2 2:3 |

| 77' · 90' | Arnulfo González Kevin Favela |

| 44' · 57' | Eder López Arnold Ríos |

| Principal  | ? |
| Asistentes | ? |
|            | ? |
| Cuarto     | ? |

|                    |   |   |
| Tiros              | - | - |
| Tiros a puerta     | - | - |
| Faltas             | - | - |
| Saques de esquina  | - | - |
| Penaltis           | - | - |
| Fueras de juego    | - | - |
| Posesión del balón | % | % |

|  |

#### Final - Vuelta
| 1     | POR   | Sebastián Fassi     |     |
| 3     | DEF   | Francisco Santillán |     |
| 13    | DEF   | Axel Villagrán      |     |
| 14    | DEF   | Arnold Ríos         |     |
| 15    | DEF   | Gabriel Báez        |     |
| 8     | MED   | Eder López          |     |
| 10    | MED   | Ángel Bautista      |     |
| 11    | MED   | Luis Morales        |     |
| 19    | MED   | Luis Rodríguez      | 75' |
| 17    | MED   | Josué Mercado       | 66' |
| 27    | DEL   | Víctor Mañón        |     |
| D. T. | D. T. | Silvio Rudman       |     |

| 111   | POR   | Nicolás Sequeira |     |
| 85    | DEF   | José Estrada     |     |
| 92    | DEF   | Alexis Silva     |     |
| 93    | DEF   | Duvier Díaz      |     |
| 83    | MED   | Alfredo Vázquez  |     |
| 86    | MED   | Arnulfo González | 91' |
| 87    | MED   | Edson Gutiérrez  |     |
| 96    | MED   | Arturo Moreno    |     |
| 88    | DEL   | Luis Razo        | 72' |
| 91    | DEL   | Kevin Favela     |     |
| 97    | DEL   | Ernesto Sosa     | 83' |
| D. T. | D. T. | Luis Padilla     |     |

| 7 | Centrocampista | Christian Díaz | 66' |
| 9 | Delantero      | Raúl Meráz     | 75' |

| 89  | Delantero      | Juan López       | 72' |
| 103 | Defensa        | Federico Díaz    | 83' |
| 99  | Centrocampista | Patricio Sánchez | 91' |

| 14' · 71' | Francisco Santillán Ernesto Sosa (a.g.) | 1:1 2:2 |

| 14' · 69' | Luis Razo | 0:1 1:2 |

| Sí · Sí · Sí · Sí · Sí | ? | : |

| Sí · Sí · Sí · Sí · Sí | ? | : |

| 43' · 87' | Arnulfo González Duvier Díaz |

| Principal  | ? |
| Asistentes | ? |
|            | ? |
| Cuarto     | ? |

|                    |   |   |
| Tiros              | - | - |
| Tiros a puerta     | - | - |
| Faltas             | - | - |
| Saques de esquina  | - | - |
| Penaltis           | - | - |
| Fueras de juego    | - | - |
| Posesión del balón | % | % |

|  |

| 1     | POR   | Sebastián Fassi     |     |
| 3     | DEF   | Francisco Santillán |     |
| 13    | DEF   | Axel Villagrán      |     |
| 14    | DEF   | Arnold Ríos         |     |
| 15    | DEF   | Gabriel Báez        |     |
| 8     | MED   | Eder López          |     |
| 10    | MED   | Ángel Bautista      |     |
| 11    | MED   | Luis Morales        |     |
| 19    | MED   | Luis Rodríguez      | 75' |
| 17    | MED   | Josué Mercado       | 66' |
| 27    | DEL   | Víctor Mañón        |     |
| D. T. | D. T. | Silvio Rudman       |     |

| 111   | POR   | Nicolás Sequeira |     |
| 85    | DEF   | José Estrada     |     |
| 92    | DEF   | Alexis Silva     |     |
| 93    | DEF   | Duvier Díaz      |     |
| 83    | MED   | Alfredo Vázquez  |     |
| 86    | MED   | Arnulfo González | 91' |
| 87    | MED   | Edson Gutiérrez  |     |
| 96    | MED   | Arturo Moreno    |     |
| 88    | DEL   | Luis Razo        | 72' |
| 91    | DEL   | Kevin Favela     |     |
| 97    | DEL   | Ernesto Sosa     | 83' |
| D. T. | D. T. | Luis Padilla     |     |

| 7 | Centrocampista | Christian Díaz | 66' |
| 9 | Delantero      | Raúl Meráz     | 75' |

| 89  | Delantero      | Juan López       | 72' |
| 103 | Defensa        | Federico Díaz    | 83' |
| 99  | Centrocampista | Patricio Sánchez | 91' |

| 14' · 71' | Francisco Santillán Ernesto Sosa (a.g.) | 1:1 2:2 |

| 14' · 69' | Luis Razo | 0:1 1:2 |

| Sí · Sí · Sí · Sí · Sí | ? | : |

| Sí · Sí · Sí · Sí · Sí | ? | : |

| 43' · 87' | Arnulfo González Duvier Díaz |

| Principal  | ? |
| Asistentes | ? |
|            | ? |
| Cuarto     | ? |

|                    |   |   |
| Tiros              | - | - |
| Tiros a puerta     | - | - |
| Faltas             | - | - |
| Saques de esquina  | - | - |
| Penaltis           | - | - |
| Fueras de juego    | - | - |
| Posesión del balón | % | % |

|  |

| 1     | POR   | Sebastián Fassi     |     |
| 3     | DEF   | Francisco Santillán |     |
| 13    | DEF   | Axel Villagrán      |     |
| 14    | DEF   | Arnold Ríos         |     |
| 15    | DEF   | Gabriel Báez        |     |
| 8     | MED   | Eder López          |     |
| 10    | MED   | Ángel Bautista      |     |
| 11    | MED   | Luis Morales        |     |
| 19    | MED   | Luis Rodríguez      | 75' |
| 17    | MED   | Josué Mercado       | 66' |
| 27    | DEL   | Víctor Mañón        |     |
| D. T. | D. T. | Silvio Rudman       |     |

| 111   | POR   | Nicolás Sequeira |     |
| 85    | DEF   | José Estrada     |     |
| 92    | DEF   | Alexis Silva     |     |
| 93    | DEF   | Duvier Díaz      |     |
| 83    | MED   | Alfredo Vázquez  |     |
| 86    | MED   | Arnulfo González | 91' |
| 87    | MED   | Edson Gutiérrez  |     |
| 96    | MED   | Arturo Moreno    |     |
| 88    | DEL   | Luis Razo        | 72' |
| 91    | DEL   | Kevin Favela     |     |
| 97    | DEL   | Ernesto Sosa     | 83' |
| D. T. | D. T. | Luis Padilla     |     |

| 7 | Centrocampista | Christian Díaz | 66' |
| 9 | Delantero      | Raúl Meráz     | 75' |

| 89  | Delantero      | Juan López       | 72' |
| 103 | Defensa        | Federico Díaz    | 83' |
| 99  | Centrocampista | Patricio Sánchez | 91' |

| 14' · 71' | Francisco Santillán Ernesto Sosa (a.g.) | 1:1 2:2 |

| 14' · 69' | Luis Razo | 0:1 1:2 |

| Sí · Sí · Sí · Sí · Sí | ? | : |

| Sí · Sí · Sí · Sí · Sí | ? | : |

| 43' · 87' | Arnulfo González Duvier Díaz |

| Principal  | ? |
| Asistentes | ? |
|            | ? |
| Cuarto     | ? |

|                    |   |   |
| Tiros              | - | - |
| Tiros a puerta     | - | - |
| Faltas             | - | - |
| Saques de esquina  | - | - |
| Penaltis           | - | - |
| Fueras de juego    | - | - |
| Posesión del balón | % | % |

|  |

| 1     | POR   | Sebastián Fassi     |     |
| 3     | DEF   | Francisco Santillán |     |
| 13    | DEF   | Axel Villagrán      |     |
| 14    | DEF   | Arnold Ríos         |     |
| 15    | DEF   | Gabriel Báez        |     |
| 8     | MED   | Eder López          |     |
| 10    | MED   | Ángel Bautista      |     |
| 11    | MED   | Luis Morales        |     |
| 19    | MED   | Luis Rodríguez      | 75' |
| 17    | MED   | Josué Mercado       | 66' |
| 27    | DEL   | Víctor Mañón        |     |
| D. T. | D. T. | Silvio Rudman       |     |

| 111   | POR   | Nicolás Sequeira |     |
| 85    | DEF   | José Estrada     |     |
| 92    | DEF   | Alexis Silva     |     |
| 93    | DEF   | Duvier Díaz      |     |
| 83    | MED   | Alfredo Vázquez  |     |
| 86    | MED   | Arnulfo González | 91' |
| 87    | MED   | Edson Gutiérrez  |     |
| 96    | MED   | Arturo Moreno    |     |
| 88    | DEL   | Luis Razo        | 72' |
| 91    | DEL   | Kevin Favela     |     |
| 97    | DEL   | Ernesto Sosa     | 83' |
| D. T. | D. T. | Luis Padilla     |     |

| 7 | Centrocampista | Christian Díaz | 66' |
| 9 | Delantero      | Raúl Meráz     | 75' |

| 89  | Delantero      | Juan López       | 72' |
| 103 | Defensa        | Federico Díaz    | 83' |
| 99  | Centrocampista | Patricio Sánchez | 91' |

| 14' · 71' | Francisco Santillán Ernesto Sosa (a.g.) | 1:1 2:2 |

| 14' · 69' | Luis Razo | 0:1 1:2 |

| Sí · Sí · Sí · Sí · Sí | ? | : |

| Sí · Sí · Sí · Sí · Sí | ? | : |

| 43' · 87' | Arnulfo González Duvier Díaz |

| Principal  | ? |
| Asistentes | ? |
|            | ? |
| Cuarto     | ? |

|                    |   |   |
| Tiros              | - | - |
| Tiros a puerta     | - | - |
| Faltas             | - | - |
| Saques de esquina  | - | - |
| Penaltis           | - | - |
| Fueras de juego    | - | - |
| Posesión del balón | % | % |

|  |

## Liguilla Filiales

### Rondas finales
| Ronda 1           | Ronda 1   | Ronda 1             | Ronda 1                        | Ronda 1         | Ronda 1 | Ronda 1 | Ronda 1 | Ronda 1 | Ronda 1 | Ronda 1 | Ronda 1 |
| Grupo 1           | Grupo 1   | Grupo 1             | Grupo 1                        | Grupo 1         | Grupo 1 | Grupo 1 | Grupo 1 | Grupo 1 | Grupo 1 | Grupo 1 | Grupo 1 |
| Local             | Resultado | Visitante           | Estadio                        | Fecha           | Hora    |         |         |         |         |         |         |
| ----------------- | --------- | ------------------- | ------------------------------ | --------------- | ------- | ------- | ------- | ------- | ------- | ------- | ------- |
| Tijuana Premier   | 1 - 2     | Morelia Premier     | Caliente                       | 23 de noviembre | 11:00   |         |         |         |         |         |         |
| Puebla Premier    | 0 - 0     | Monterrey Premier   | Instalaciones del Club Alpha 3 | 24 de noviembre | 15:00   |         |         |         |         |         |         |
| Grupo 2           |           |                     |                                |                 |         |         |         |         |         |         |         |
| Local             | Resultado | Visitante           | Estadio                        | Fecha           | Hora    |         |         |         |         |         |         |
| Querétaro Premier | 2 - 1     | Guadalajara Premier | La Corregidora                 | 23 de noviembre | 12:00   |         |         |         |         |         |         |
| Toluca Premier    | 1 - 0     | Tigres Premier      | Instalaciones de Metepec       | 23 de noviembre | 11:00   |         |         |         |         |         |         |

| Ronda 2             | Ronda 2   | Ronda 2           | Ronda 2                       | Ronda 2         | Ronda 2 | Ronda 2 | Ronda 2 | Ronda 2 | Ronda 2 | Ronda 2 | Ronda 2 |
| Grupo 1             | Grupo 1   | Grupo 1           | Grupo 1                       | Grupo 1         | Grupo 1 | Grupo 1 | Grupo 1 | Grupo 1 | Grupo 1 | Grupo 1 | Grupo 1 |
| Local               | Resultado | Visitante         | Estadio                       | Fecha           | Hora    |         |         |         |         |         |         |
| ------------------- | --------- | ----------------- | ----------------------------- | --------------- | ------- | ------- | ------- | ------- | ------- | ------- | ------- |
| Morelia Premier     | 1 - 0     | Tijuana Premier   | Morelos                       | 26 de noviembre | 15:30   |         |         |         |         |         |         |
| Monterrey Premier   | 0 - 0     | Puebla Premier    | El Barrial                    | 27 de noviembre | 10:00   |         |         |         |         |         |         |
| Grupo 2             |           |                   |                               |                 |         |         |         |         |         |         |         |
| Local               | Resultado | Visitante         | Estadio                       | Fecha           | Hora    |         |         |         |         |         |         |
| Guadalajara Premier | 3 - 1     | Querétaro Premier | Verde Valle                   | 26 de noviembre | 15:30   |         |         |         |         |         |         |
| Tigres Premier      | 4 - 0     | Toluca Premier    | Instalaciones de Zuazua No. 2 | 26 de noviembre | 11:00   |         |         |         |         |         |         |

| Ronda 3           | Ronda 3   | Ronda 3             | Ronda 3                        | Ronda 3         | Ronda 3 | Ronda 3 | Ronda 3 | Ronda 3 | Ronda 3 | Ronda 3 | Ronda 3 |
| Grupo 1           | Grupo 1   | Grupo 1             | Grupo 1                        | Grupo 1         | Grupo 1 | Grupo 1 | Grupo 1 | Grupo 1 | Grupo 1 | Grupo 1 | Grupo 1 |
| Local             | Resultado | Visitante           | Estadio                        | Fecha           | Hora    |         |         |         |         |         |         |
| ----------------- | --------- | ------------------- | ------------------------------ | --------------- | ------- | ------- | ------- | ------- | ------- | ------- | ------- |
| Puebla Premier    | 0 - 2     | Morelia Premier     | INSTALACIONES DEL CLUB ALPHA 3 | 30 de noviembre | 15:00   |         |         |         |         |         |         |
| Tijuana Premier   | 1 - 1     | Monterrey Premier   | Caliente                       | 1 de diciembre  | 11:00   |         |         |         |         |         |         |
| Grupo 2           |           |                     |                                |                 |         |         |         |         |         |         |         |
| Local             | Resultado | Visitante           | Estadio                        | Fecha           | Hora    |         |         |         |         |         |         |
| Toluca Premier    | 1 - 3     | Guadalajara Premier | Instalaciones de Metepec       | 30 de noviembre | 10:00   |         |         |         |         |         |         |
| Querétaro Premier | 2 - 0     | Tigres Premier      | La Corregidora                 | 30 de noviembre | 12:00   |         |         |         |         |         |         |

| Ronda 4             | Ronda 4   | Ronda 4           | Ronda 4                       | Ronda 4        | Ronda 4 | Ronda 4 | Ronda 4 | Ronda 4 | Ronda 4 | Ronda 4 | Ronda 4 |
| Grupo 1             | Grupo 1   | Grupo 1           | Grupo 1                       | Grupo 1        | Grupo 1 | Grupo 1 | Grupo 1 | Grupo 1 | Grupo 1 | Grupo 1 | Grupo 1 |
| Local               | Resultado | Visitante         | Estadio                       | Fecha          | Hora    |         |         |         |         |         |         |
| ------------------- | --------- | ----------------- | ----------------------------- | -------------- | ------- | ------- | ------- | ------- | ------- | ------- | ------- |
| Morelia Premier     | 3 - 0     | Puebla Premier    | Morelos                       | 3 de diciembre | 15:30   |         |         |         |         |         |         |
| Monterrey Premier   | 3 - 1     | Tijuana Premier   | El Barrial                    | 4 de diciembre | 10:00   |         |         |         |         |         |         |
| Grupo 2             |           |                   |                               |                |         |         |         |         |         |         |         |
| Local               | Resultado | Visitante         | Estadio                       | Fecha          | Hora    |         |         |         |         |         |         |
| Guadalajara Premier | 1 - 0     | Toluca Premier    | Verde Valle                   | 3 de diciembre | 10:00   |         |         |         |         |         |         |
| Tigres Premier      | 0 - 1     | Querétaro Premier | Instalaciones de Zuazua No. 2 | 3 de diciembre | 11:00   |         |         |         |         |         |         |

| Ronda 5           | Ronda 5   | Ronda 5             | Ronda 5                        | Ronda 5        | Ronda 5 | Ronda 5 | Ronda 5 | Ronda 5 | Ronda 5 | Ronda 5 | Ronda 5 |
| Grupo 1           | Grupo 1   | Grupo 1             | Grupo 1                        | Grupo 1        | Grupo 1 | Grupo 1 | Grupo 1 | Grupo 1 | Grupo 1 | Grupo 1 | Grupo 1 |
| Local             | Resultado | Visitante           | Estadio                        | Fecha          | Hora    |         |         |         |         |         |         |
| ----------------- | --------- | ------------------- | ------------------------------ | -------------- | ------- | ------- | ------- | ------- | ------- | ------- | ------- |
| Puebla Premier    | 2 - 3     | Tijuana Premier     | Instalaciones del Club Alpha 3 | 8 de diciembre | 15:00   |         |         |         |         |         |         |
| Morelia Premier   | 1 - 0     | Monterrey Premier   | Morelos                        | 8 de diciembre | 15:30   |         |         |         |         |         |         |
| Grupo 2           |           |                     |                                |                |         |         |         |         |         |         |         |
| Local             | Resultado | Visitante           | Estadio                        | Fecha          | Hora    |         |         |         |         |         |         |
| Tigres Premier    | 3 - 0     | Guadalajara Premier | Instalaciones de Zuazua No. 2  | 7 de diciembre | 11:00   |         |         |         |         |         |         |
| Querétaro Premier | 2 - 0     | Toluca Premier      | La Corregidora                 | 7 de diciembre | 12:00   |         |         |         |         |         |         |

| Ronda 6             | Ronda 6           | Ronda 6           | Ronda 6                  | Ronda 6         | Ronda 6 | Ronda 6 | Ronda 6 | Ronda 6 | Ronda 6 | Ronda 6 | Ronda 6 |
| Grupo 1             | Grupo 1           | Grupo 1           | Grupo 1                  | Grupo 1         | Grupo 1 | Grupo 1 | Grupo 1 | Grupo 1 | Grupo 1 | Grupo 1 | Grupo 1 |
| Local               | Resultado         | Visitante         | Estadio                  | Fecha           | Hora    |         |         |         |         |         |         |
| ------------------- | ----------------- | ----------------- | ------------------------ | --------------- | ------- | ------- | ------- | ------- | ------- | ------- | ------- |
| Monterrey Premier   | 3 - 2             | Morelia Premier   | El Barrial               | 11 de diciembre | 10:00   |         |         |         |         |         |         |
| Tijuana Premier     | 2 - 3             | Puebla Premier    | Caliente                 | 11 de diciembre | 10:00   |         |         |         |         |         |         |
| Grupo 2             |                   |                   |                          |                 |         |         |         |         |         |         |         |
| Local               | Resultado         | Visitante         | Estadio                  | Fecha           | Hora    |         |         |         |         |         |         |
| Guadalajara Premier | 3 - 3 (2 - 5) ppe | Tigres Premier    | Verde Valle              | 10 de diciembre | 10:00   |         |         |         |         |         |         |
| Toluca Premier      | 1 - 3             | Querétaro Premier | Instalaciones de Metepec | 10 de diciembre | 10:00   |         |         |         |         |         |         |

### Grupo 1
| 1. | Morelia Premier   | 6 | 5 | 0 | 1 | 11 | 4  | +7 | 16 |
| 2. | Monterrey Premier | 6 | 2 | 3 | 1 | 7  | 5  | +2 | 9  |
| 3. | Puebla Premier    | 6 | 1 | 2 | 3 | 5  | 10 | -5 | 5  |
| 4. | Tijuana Premier   | 6 | 1 | 1 | 4 | 8  | 12 | -4 | 4  |

|  | Clasifica a la Final |

### Grupo 2
| 1. | Querétaro Premier   | 6 | 5 | 0 | 1 | 11 | 5  | +6 | 16 |
| 2. | Guadalajara Premier | 6 | 3 | 1 | 2 | 11 | 10 | +1 | 11 |
| 3. | Tigres Premier      | 6 | 2 | 1 | 3 | 10 | 7  | +3 | 8  |
| 4. | Toluca Premier      | 6 | 1 | 0 | 5 | 3  | 13 | -0 | 3  |

|  | Clasifica a la Final |

### Final
|  | Final                                          |                   |   |      |  |
|  | 15 de diciembre (ida) 18 de diciembre (vuelta) |                   |   |      |  |
|  |                                                |                   |   |      |  |
|  | 1                                              | Morelia Premier   | 2 | 1(6) |  |
|  | 1                                              | Morelia Premier   | 2 | 1(6) |  |
|  | 2                                              | Querétaro Premier | 2 | 1(7) |  |
|  | 2                                              | Querétaro Premier | 2 | 1(7) |  |

#### Final Ida
| 33    | POR   | Gil Alcalá        |     |
| 13    | DEF   | Víctor Milke      |     |
| 100   | DEF   | Luis Alvaradejo   |     |
| 96    | DEF   | Diego González    |     |
| 81    | MED   | Luis Romo         |     |
| 86    | MED   | Aldo Arellano     |     |
| 91    | MED   | Ricardo Razo      | 56' |
| 283   | MED   | Jordi Cortizo     |     |
| 93    | DEL   | Jesús Frayre      | 71' |
| 107   | DEL   | Ronaldo Herrera   | 63' |
| 282   | DEL   | Paolo Yrízar      |     |
| D. T. | D. T. | Héctor Altamirano |     |

| 81    | POR   | Juan Pablo Chávez |     |
| 34    | DEF   | César Escobedo    |     |
| 84    | DEF   | Francisco Agüero  |     |
| 87    | DEF   | Carlos Ambriz     |     |
| 89    | DEF   | Óscar Hernández   |     |
| 95    | DEF   | Jürgen Castañeda  |     |
| 83    | MED   | Ernest Nungaray   | 85' |
| 92    | MED   | Alejandro Ruíz    | 88' |
| 100   | MED   | José Manuel Meza  |     |
| 103   | DEL   | Eduardo Meza      |     |
| 85    | DEL   | Fernando Ortiz    | 73' |
| D. T. | D. T. | Rafael Bautista   |     |

| 92  | Delantero | Yomeri Reyes     | 56' |
| 104 | Delantero | Martín Reyes     | 63' |
| 109 | Delantero | Everton Dallaqua | 71' |

| 94 | Centrocampista | Mario Díaz     | 73' |
| 97 | Centrocampista | Gilberto Pérez | 85' |
| 93 | Delantero      | Irvin Gijón    | 88' |

| 89' · 90' | Paolo Yrízar Everton Dallaqua | 1:2 2:2 |

| 13' · 58' | Fernando Ortiz Ernest Nungaray | 0:1 0:2 |

| 60' | Luis Romo |

| 63' · 75' | Fernando Ortiz Francisco Agüero |

|  |                    |   |   |
|  | Tiros              | - | - |
|  | Tiros a puerta     | - | - |
|  | Faltas             | - | - |
|  | Saques de esquina  | - | - |
|  | Penaltis           | - | - |
|  | Fueras de juego    | - | - |
|  | Posesión del balón | % | % |

| 33    | POR   | Gil Alcalá        |     |
| 13    | DEF   | Víctor Milke      |     |
| 100   | DEF   | Luis Alvaradejo   |     |
| 96    | DEF   | Diego González    |     |
| 81    | MED   | Luis Romo         |     |
| 86    | MED   | Aldo Arellano     |     |
| 91    | MED   | Ricardo Razo      | 56' |
| 283   | MED   | Jordi Cortizo     |     |
| 93    | DEL   | Jesús Frayre      | 71' |
| 107   | DEL   | Ronaldo Herrera   | 63' |
| 282   | DEL   | Paolo Yrízar      |     |
| D. T. | D. T. | Héctor Altamirano |     |

| 81    | POR   | Juan Pablo Chávez |     |
| 34    | DEF   | César Escobedo    |     |
| 84    | DEF   | Francisco Agüero  |     |
| 87    | DEF   | Carlos Ambriz     |     |
| 89    | DEF   | Óscar Hernández   |     |
| 95    | DEF   | Jürgen Castañeda  |     |
| 83    | MED   | Ernest Nungaray   | 85' |
| 92    | MED   | Alejandro Ruíz    | 88' |
| 100   | MED   | José Manuel Meza  |     |
| 103   | DEL   | Eduardo Meza      |     |
| 85    | DEL   | Fernando Ortiz    | 73' |
| D. T. | D. T. | Rafael Bautista   |     |

| 92  | Delantero | Yomeri Reyes     | 56' |
| 104 | Delantero | Martín Reyes     | 63' |
| 109 | Delantero | Everton Dallaqua | 71' |

| 94 | Centrocampista | Mario Díaz     | 73' |
| 97 | Centrocampista | Gilberto Pérez | 85' |
| 93 | Delantero      | Irvin Gijón    | 88' |

| 89' · 90' | Paolo Yrízar Everton Dallaqua | 1:2 2:2 |

| 13' · 58' | Fernando Ortiz Ernest Nungaray | 0:1 0:2 |

| 60' | Luis Romo |

| 63' · 75' | Fernando Ortiz Francisco Agüero |

|  |                    |   |   |
|  | Tiros              | - | - |
|  | Tiros a puerta     | - | - |
|  | Faltas             | - | - |
|  | Saques de esquina  | - | - |
|  | Penaltis           | - | - |
|  | Fueras de juego    | - | - |
|  | Posesión del balón | % | % |

| 33    | POR   | Gil Alcalá        |     |
| 13    | DEF   | Víctor Milke      |     |
| 100   | DEF   | Luis Alvaradejo   |     |
| 96    | DEF   | Diego González    |     |
| 81    | MED   | Luis Romo         |     |
| 86    | MED   | Aldo Arellano     |     |
| 91    | MED   | Ricardo Razo      | 56' |
| 283   | MED   | Jordi Cortizo     |     |
| 93    | DEL   | Jesús Frayre      | 71' |
| 107   | DEL   | Ronaldo Herrera   | 63' |
| 282   | DEL   | Paolo Yrízar      |     |
| D. T. | D. T. | Héctor Altamirano |     |

| 81    | POR   | Juan Pablo Chávez |     |
| 34    | DEF   | César Escobedo    |     |
| 84    | DEF   | Francisco Agüero  |     |
| 87    | DEF   | Carlos Ambriz     |     |
| 89    | DEF   | Óscar Hernández   |     |
| 95    | DEF   | Jürgen Castañeda  |     |
| 83    | MED   | Ernest Nungaray   | 85' |
| 92    | MED   | Alejandro Ruíz    | 88' |
| 100   | MED   | José Manuel Meza  |     |
| 103   | DEL   | Eduardo Meza      |     |
| 85    | DEL   | Fernando Ortiz    | 73' |
| D. T. | D. T. | Rafael Bautista   |     |

| 92  | Delantero | Yomeri Reyes     | 56' |
| 104 | Delantero | Martín Reyes     | 63' |
| 109 | Delantero | Everton Dallaqua | 71' |

| 94 | Centrocampista | Mario Díaz     | 73' |
| 97 | Centrocampista | Gilberto Pérez | 85' |
| 93 | Delantero      | Irvin Gijón    | 88' |

| 89' · 90' | Paolo Yrízar Everton Dallaqua | 1:2 2:2 |

| 13' · 58' | Fernando Ortiz Ernest Nungaray | 0:1 0:2 |

| 60' | Luis Romo |

| 63' · 75' | Fernando Ortiz Francisco Agüero |

|  |                    |   |   |
|  | Tiros              | - | - |
|  | Tiros a puerta     | - | - |
|  | Faltas             | - | - |
|  | Saques de esquina  | - | - |
|  | Penaltis           | - | - |
|  | Fueras de juego    | - | - |
|  | Posesión del balón | % | % |

| 33    | POR   | Gil Alcalá        |     |
| 13    | DEF   | Víctor Milke      |     |
| 100   | DEF   | Luis Alvaradejo   |     |
| 96    | DEF   | Diego González    |     |
| 81    | MED   | Luis Romo         |     |
| 86    | MED   | Aldo Arellano     |     |
| 91    | MED   | Ricardo Razo      | 56' |
| 283   | MED   | Jordi Cortizo     |     |
| 93    | DEL   | Jesús Frayre      | 71' |
| 107   | DEL   | Ronaldo Herrera   | 63' |
| 282   | DEL   | Paolo Yrízar      |     |
| D. T. | D. T. | Héctor Altamirano |     |

| 81    | POR   | Juan Pablo Chávez |     |
| 34    | DEF   | César Escobedo    |     |
| 84    | DEF   | Francisco Agüero  |     |
| 87    | DEF   | Carlos Ambriz     |     |
| 89    | DEF   | Óscar Hernández   |     |
| 95    | DEF   | Jürgen Castañeda  |     |
| 83    | MED   | Ernest Nungaray   | 85' |
| 92    | MED   | Alejandro Ruíz    | 88' |
| 100   | MED   | José Manuel Meza  |     |
| 103   | DEL   | Eduardo Meza      |     |
| 85    | DEL   | Fernando Ortiz    | 73' |
| D. T. | D. T. | Rafael Bautista   |     |

| 92  | Delantero | Yomeri Reyes     | 56' |
| 104 | Delantero | Martín Reyes     | 63' |
| 109 | Delantero | Everton Dallaqua | 71' |

| 94 | Centrocampista | Mario Díaz     | 73' |
| 97 | Centrocampista | Gilberto Pérez | 85' |
| 93 | Delantero      | Irvin Gijón    | 88' |

| 89' · 90' | Paolo Yrízar Everton Dallaqua | 1:2 2:2 |

| 13' · 58' | Fernando Ortiz Ernest Nungaray | 0:1 0:2 |

| 60' | Luis Romo |

| 63' · 75' | Fernando Ortiz Francisco Agüero |

|  |                    |   |   |
|  | Tiros              | - | - |
|  | Tiros a puerta     | - | - |
|  | Faltas             | - | - |
|  | Saques de esquina  | - | - |
|  | Penaltis           | - | - |
|  | Fueras de juego    | - | - |
|  | Posesión del balón | % | % |

#### Final Vuelta
| 81    | POR   | Juan Pablo Chávez |     |
| 34    | DEF   | César Escobedo    |     |
| 84    | DEF   | Francisco Agüero  |     |
| 87    | DEF   | Carlos Ambriz     |     |
| 89    | DEF   | Óscar Hernández   |     |
| 90    | DEF   | Bryan Álvarez     | 76' |
| 83    | MED   | Ernest Nungaray   |     |
| 92    | MED   | Alejandro Ruíz    | 66' |
| 100   | MED   | José Manuel Meza  |     |
| 103   | DEL   | Eduardo Meza      |     |
| 85    | DEL   | Fernando Ortiz    |     |
| D. T. | D. T. | Rafael Bautista   |     |

| 33    | POR   | Gil Alcalá        |     |
| 13    | DEF   | Víctor Milke      |     |
| 84    | DEF   | Betsiel Hernández |     |
| 1O0   | DEF   | Luis Alvaradejo   |     |
| 81    | MED   | Luis Romo         |     |
| 86    | MED   | Aldo Arellano     |     |
| 91    | MED   | Ricardo Razo      | 66' |
| 283   | MED   | Jordi Cortizo     | 84' |
| 93    | DEL   | Jesús Frayre      |     |
| 107   | DEL   | Ronaldo Herrera   | 71' |
| 282   | DEL   | Paolo Yrízar      |     |
| D. T. | D. T. | Héctor Altamirano |     |

| 96 | Centrocampista | Jesús Galván     | 66'  |
| 93 | Delantero      | Irvin Gijón 105' | 76'  |
| 99 | Centrocampista | Alan García      | 105' |

| 293 | Centrocampista | Jesús Medina   | 66'  |
| 71  | Delantero      | Martín Reyes   | 104' |
| 96  | Defensa        | Diego González | 84'  |

| 90' | Carlos Ambriz | 1:1 |

| 30' | Ronaldo Herrera | 0:1 |

| 22' · 47' · 58' | Francisco Agüero Carlos Ambriz Fernando Ortiz |

| 10' · 55' · 90' | Jesús Frayre Víctor Milke Paolo Yrízar |

| 64' | Víctor Milke |

|  |                    |   |   |
|  | Tiros              | - | - |
|  | Tiros a puerta     | - | - |
|  | Faltas             | - | - |
|  | Saques de esquina  | - | - |
|  | Penaltis           | - | - |
|  | Fueras de juego    | - | - |
|  | Posesión del balón | % | % |

| 81    | POR   | Juan Pablo Chávez |     |
| 34    | DEF   | César Escobedo    |     |
| 84    | DEF   | Francisco Agüero  |     |
| 87    | DEF   | Carlos Ambriz     |     |
| 89    | DEF   | Óscar Hernández   |     |
| 90    | DEF   | Bryan Álvarez     | 76' |
| 83    | MED   | Ernest Nungaray   |     |
| 92    | MED   | Alejandro Ruíz    | 66' |
| 100   | MED   | José Manuel Meza  |     |
| 103   | DEL   | Eduardo Meza      |     |
| 85    | DEL   | Fernando Ortiz    |     |
| D. T. | D. T. | Rafael Bautista   |     |

| 33    | POR   | Gil Alcalá        |     |
| 13    | DEF   | Víctor Milke      |     |
| 84    | DEF   | Betsiel Hernández |     |
| 1O0   | DEF   | Luis Alvaradejo   |     |
| 81    | MED   | Luis Romo         |     |
| 86    | MED   | Aldo Arellano     |     |
| 91    | MED   | Ricardo Razo      | 66' |
| 283   | MED   | Jordi Cortizo     | 84' |
| 93    | DEL   | Jesús Frayre      |     |
| 107   | DEL   | Ronaldo Herrera   | 71' |
| 282   | DEL   | Paolo Yrízar      |     |
| D. T. | D. T. | Héctor Altamirano |     |

| 96 | Centrocampista | Jesús Galván     | 66'  |
| 93 | Delantero      | Irvin Gijón 105' | 76'  |
| 99 | Centrocampista | Alan García      | 105' |

| 293 | Centrocampista | Jesús Medina   | 66'  |
| 71  | Delantero      | Martín Reyes   | 104' |
| 96  | Defensa        | Diego González | 84'  |

| 90' | Carlos Ambriz | 1:1 |

| 30' | Ronaldo Herrera | 0:1 |

| 22' · 47' · 58' | Francisco Agüero Carlos Ambriz Fernando Ortiz |

| 10' · 55' · 90' | Jesús Frayre Víctor Milke Paolo Yrízar |

| 64' | Víctor Milke |

|  |                    |   |   |
|  | Tiros              | - | - |
|  | Tiros a puerta     | - | - |
|  | Faltas             | - | - |
|  | Saques de esquina  | - | - |
|  | Penaltis           | - | - |
|  | Fueras de juego    | - | - |
|  | Posesión del balón | % | % |

| 81    | POR   | Juan Pablo Chávez |     |
| 34    | DEF   | César Escobedo    |     |
| 84    | DEF   | Francisco Agüero  |     |
| 87    | DEF   | Carlos Ambriz     |     |
| 89    | DEF   | Óscar Hernández   |     |
| 90    | DEF   | Bryan Álvarez     | 76' |
| 83    | MED   | Ernest Nungaray   |     |
| 92    | MED   | Alejandro Ruíz    | 66' |
| 100   | MED   | José Manuel Meza  |     |
| 103   | DEL   | Eduardo Meza      |     |
| 85    | DEL   | Fernando Ortiz    |     |
| D. T. | D. T. | Rafael Bautista   |     |

| 33    | POR   | Gil Alcalá        |     |
| 13    | DEF   | Víctor Milke      |     |
| 84    | DEF   | Betsiel Hernández |     |
| 1O0   | DEF   | Luis Alvaradejo   |     |
| 81    | MED   | Luis Romo         |     |
| 86    | MED   | Aldo Arellano     |     |
| 91    | MED   | Ricardo Razo      | 66' |
| 283   | MED   | Jordi Cortizo     | 84' |
| 93    | DEL   | Jesús Frayre      |     |
| 107   | DEL   | Ronaldo Herrera   | 71' |
| 282   | DEL   | Paolo Yrízar      |     |
| D. T. | D. T. | Héctor Altamirano |     |

| 96 | Centrocampista | Jesús Galván     | 66'  |
| 93 | Delantero      | Irvin Gijón 105' | 76'  |
| 99 | Centrocampista | Alan García      | 105' |

| 293 | Centrocampista | Jesús Medina   | 66'  |
| 71  | Delantero      | Martín Reyes   | 104' |
| 96  | Defensa        | Diego González | 84'  |

| 90' | Carlos Ambriz | 1:1 |

| 30' | Ronaldo Herrera | 0:1 |

| 22' · 47' · 58' | Francisco Agüero Carlos Ambriz Fernando Ortiz |

| 10' · 55' · 90' | Jesús Frayre Víctor Milke Paolo Yrízar |

| 64' | Víctor Milke |

|  |                    |   |   |
|  | Tiros              | - | - |
|  | Tiros a puerta     | - | - |
|  | Faltas             | - | - |
|  | Saques de esquina  | - | - |
|  | Penaltis           | - | - |
|  | Fueras de juego    | - | - |
|  | Posesión del balón | % | % |

| 81    | POR   | Juan Pablo Chávez |     |
| 34    | DEF   | César Escobedo    |     |
| 84    | DEF   | Francisco Agüero  |     |
| 87    | DEF   | Carlos Ambriz     |     |
| 89    | DEF   | Óscar Hernández   |     |
| 90    | DEF   | Bryan Álvarez     | 76' |
| 83    | MED   | Ernest Nungaray   |     |
| 92    | MED   | Alejandro Ruíz    | 66' |
| 100   | MED   | José Manuel Meza  |     |
| 103   | DEL   | Eduardo Meza      |     |
| 85    | DEL   | Fernando Ortiz    |     |
| D. T. | D. T. | Rafael Bautista   |     |

| 33    | POR   | Gil Alcalá        |     |
| 13    | DEF   | Víctor Milke      |     |
| 84    | DEF   | Betsiel Hernández |     |
| 1O0   | DEF   | Luis Alvaradejo   |     |
| 81    | MED   | Luis Romo         |     |
| 86    | MED   | Aldo Arellano     |     |
| 91    | MED   | Ricardo Razo      | 66' |
| 283   | MED   | Jordi Cortizo     | 84' |
| 93    | DEL   | Jesús Frayre      |     |
| 107   | DEL   | Ronaldo Herrera   | 71' |
| 282   | DEL   | Paolo Yrízar      |     |
| D. T. | D. T. | Héctor Altamirano |     |

| 96 | Centrocampista | Jesús Galván     | 66'  |
| 93 | Delantero      | Irvin Gijón 105' | 76'  |
| 99 | Centrocampista | Alan García      | 105' |

| 293 | Centrocampista | Jesús Medina   | 66'  |
| 71  | Delantero      | Martín Reyes   | 104' |
| 96  | Defensa        | Diego González | 84'  |

| 90' | Carlos Ambriz | 1:1 |

| 30' | Ronaldo Herrera | 0:1 |

| 22' · 47' · 58' | Francisco Agüero Carlos Ambriz Fernando Ortiz |

| 10' · 55' · 90' | Jesús Frayre Víctor Milke Paolo Yrízar |

| 64' | Víctor Milke |

|  |                    |   |   |
|  | Tiros              | - | - |
|  | Tiros a puerta     | - | - |
|  | Faltas             | - | - |
|  | Saques de esquina  | - | - |
|  | Penaltis           | - | - |
|  | Fueras de juego    | - | - |
|  | Posesión del balón | % | % |

### Campeón
| Campeón Apertura 2016 |
| --------------------- |
|                       |
| Querétaro Premier     |
| 1° Título             |

## Estadísticas

### Goleo Individual
Lista con los máximos goleadores del Torneo de Apertura 2016 de la Liga Premier de Ascenso de México.
| Pos. | Jugador             | Equipo            | Goles |
| ---- | ------------------- | ----------------- | ----- |
| 1.º  | Lizandro Echeverría | Pioneros          | 14    |
| 2.º  | Abraham Ávalos Ceja | Reynosa           | 11    |
| 5.º  | Omar Salomón        | Santos Soledad    | 9     |
| 3.º  | Pablo González      | Puebla Premier    | 9     |
| 4.º  | Julio Cruz          | Monterrey Premier | 9     |